# Geschichte der Hansestadt Lübeck

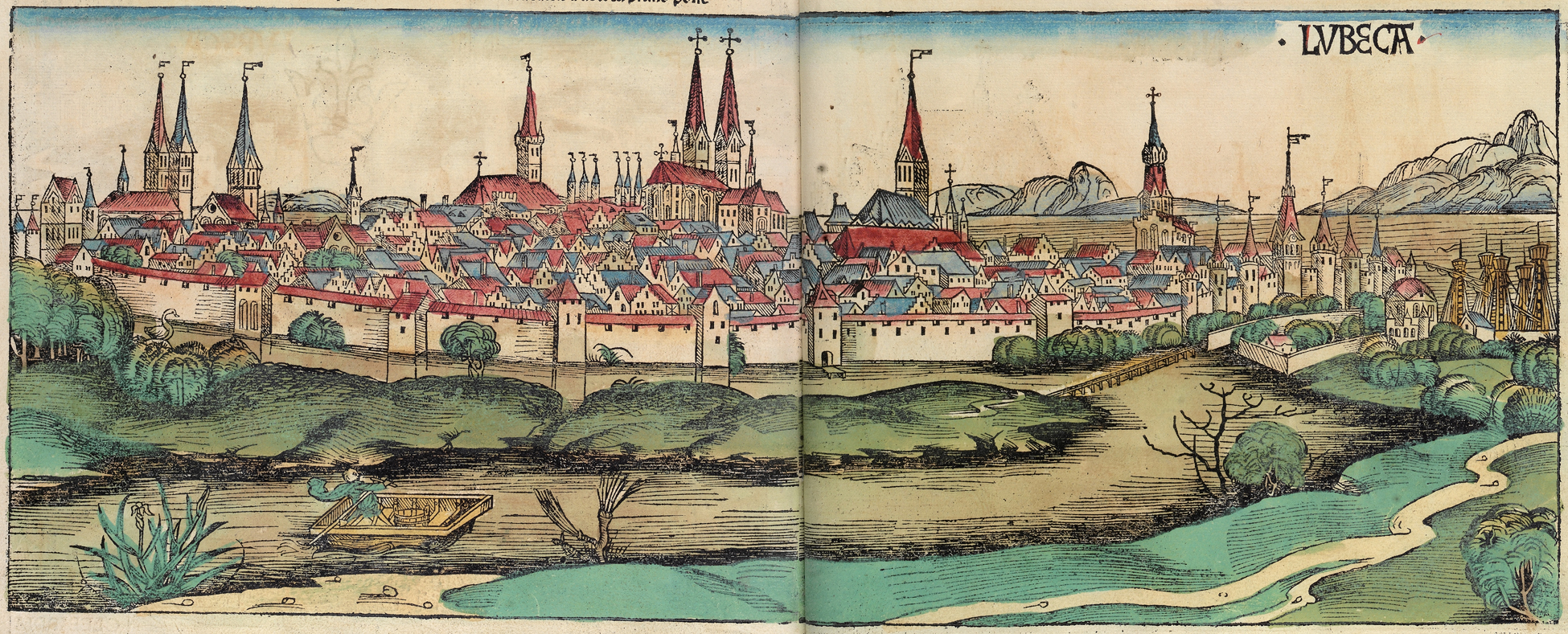
Lübeck, 1493

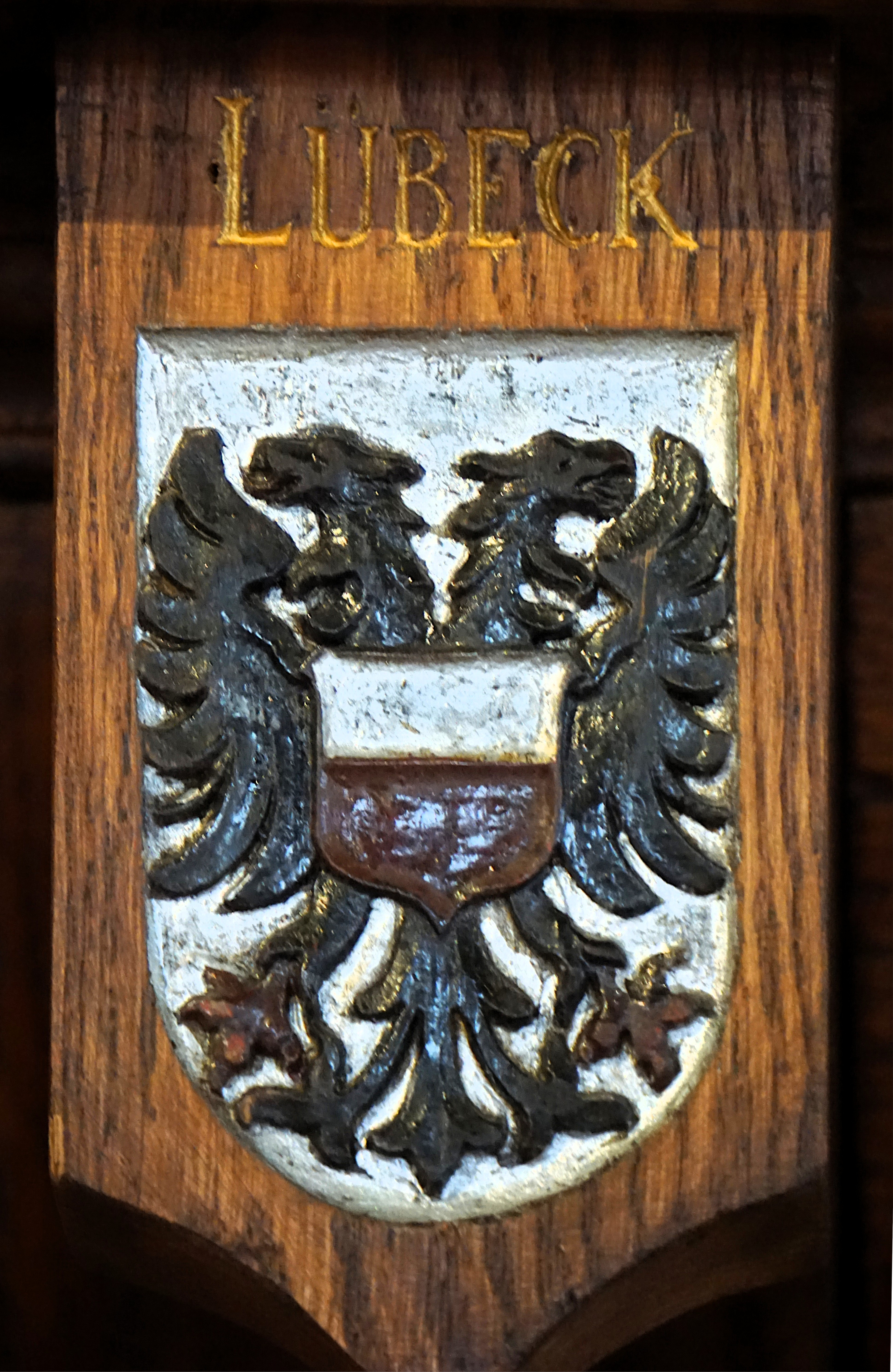
Wappen von Lübeck im Plenarsaal des altstädtischen Rathauses in Danzig

Die Geschichte Lübecks lässt sich bis 700 n. Chr. zurückverfolgen, als die Vorgängersiedlung Liubice gegründet wurde. Das Mittelalter in Lübeck war geprägt von der Hanse.

## Zeitliche Übersicht
- 819: Erste slawische Burganlage von Alt-Lübeck am Zusammenfluss von Trave und Schwartau
- 1072: Der Name „Liubice“ wird in der Chronik des Geschichtsschreibers Adam von Bremen genannt.
- 1138: Zerstörung Alt-Lübecks, innerslawische Machtkämpfe
- 1143: Graf Adolf II. von Schauenburg gründet die deutsche Stadt Lübeck auf der Halbinsel zwischen Trave und Wakenitz als bescheidene kaufmännische Siedlung neben einer slawischen Niederlassung.
- 1158: Graf Adolf II. überlässt den Hügel Buku (heutige Lübecker Innenstadt) Herzog Heinrich dem Löwen, der Lübeck dort ein zweites Mal entstehen lässt.
- 1226: Die norddeutschen Fürsten und Städte können die dänische Vorherrschaft abschütteln, Kaiser Friedrich II. erteilt Lübeck das Reichsfreiheitsprivileg. Lübeck wird Freie Reichsstadt, soll auf ewig dem Reichsoberhaupt unterstehen. Die Bestimmung bleibt 711 Jahre, bis 1937, in Kraft.
- 1227: Norddeutsche Fürsten und Städte, darunter Lübeck, besiegen in der Schlacht bei Bornhöved den Fürsten Waldemar endgültig. Zum Dank wird in Lübeck das Dominikanerkloster an der Stelle der ehemaligen königlichen Burg gegründet (Burgkloster).
- 1358: Erster Hansetag in Lübeck. Der Ausdruck „Städte von der deutschen Hanse“ wird erstmals urkundlich belegt. Die Hanse als Organisationsform ist allmählich, nicht durch einen Gründungsakt, entstanden.
- 1367–1370: Zweiter siegreicher Krieg gegen König Waldemar, abgeschlossen durch den Frieden von Stralsund und Sicherung der hansischen Privilegien und Wirtschaftsinteressen im Norden.
- 1563–1570: Nordischer Siebenjähriger Krieg (Lübeck mit Dänemark gegen Schweden), letzter ehrenvoller, aber erfolgloser Seekrieg der Stadt, beendet durch den Frieden von Stettin
- 1669: Letzter in Lübeck abgehaltener Hansetag. Lübeck, Hamburg und Bremen bleiben bis ins 20. Jahrhundert als Freie und Hansestädte die Erben.
- 1810: Gewaltsame Angliederung an das französische Kaiserreich, Beginn der Lübecker Franzosenzeit
- 1813: Übergabe der Stadt an Kronprinz Bernadotte aus Schweden (Alliierter).
- 1815: Lübeck wird Mitglied des deutschen Bundes.
- 1866: Eintritt in den Norddeutschen Bund.
- 1871: Die Freie und Hansestadt Lübeck wird Gliedstaat des Reiches.
- 1897: Im Zuge der Heeresvermehrung erhält Lübeck sein eigenes, das 3. Hanseatische, Regiment
- 1911: Lübeck wird Großstadt.
- 1933: Absetzung des Senates, Abschaffung der Bürgerschaft, Regierung durch Bevollmächtigten der NSDAP, gemeinsamer „Reichsstatthalter“ für Lübeck und Mecklenburg mit Sitz in Schwerin
- 1937: Abschaffung der Reichsfreiheit Lübecks, Eingliederung in die preußische Provinz Schleswig-Holstein
- 1942: Am 28. März werden große Teile der Altstadt durch Bomben vernichtet.
- 1945: Lübeck wird kampflos von britischen Truppen besetzt.
- 1987: Die UNESCO erklärt Lübeck zum Weltkulturerbe – das erste Kulturdenkmal dieser Art in der Bundesrepublik.
- 1993: Lübeck feiert 850 Jahre Hansestadt Lübeck

## Frühe Besiedlung

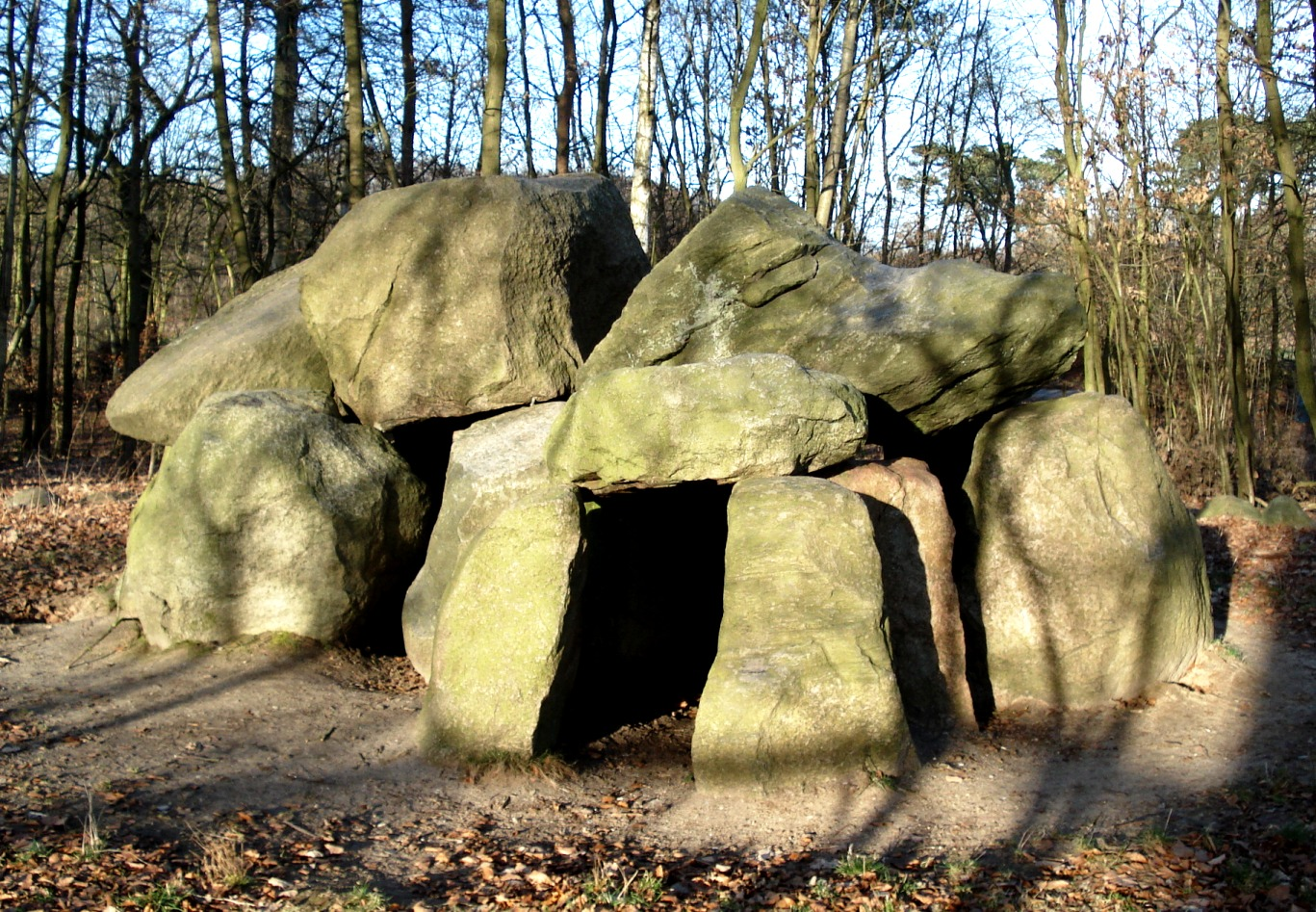
Das Pöppendorfer Großsteingrab, Westseite (mit Eingang)

Von einer ersten Besiedlung nach der Weichseleiszeit künden heute noch zahlreiche Hünengräber der Jungsteinzeit im Stadtgebiet und der näheren Umgebung wie das Pöppendorfer Großsteingrab im Waldhusener Forst und das Großsteingrab Blankensee.
Im Osten Holsteins begann die slawische Besiedelung ab zirka 700 nach Christus, nachdem vorherige germanische Bewohner nach Westen abgewandert waren. Der etwa zur Zeit Karls des Großen (748–814) entstandene Ort Liubice lag nördlich der Lübecker Altstadtinsel zwischen der heutigen Teerhofinsel und der Mündung der Schwartau in die Trave. Als wichtiges Bodendenkmal wurde er durch eingehende Ausgrabungen untersucht. In diese Zeit gehört auch der Pöppendorfer Ringwall. Seit dem 10. Jahrhundert war Liubice neben Oldenburg in Holstein (Starigard) die wichtigste Siedlung der Abodriten. Das in der Mecklenburg und Liubice sesshafte Geschlecht der Nakoniden lag mit den Liutizen in ständigen kriegerischen Auseinandersetzungen. Wahrscheinlich war Liubice bereits in dieser Zeit burgartig befestigt. Nach der dendrochronologisch auf das Jahr 819 bestimmten Gründung der Burg wurde Liubice erstmals um das Jahr 1076 von Adam von Bremen erwähnt, der auch von der Steinigung des Ansverus im Jahr 1066 bei Einhaus berichtet. Im Jahr 1093 übernahm der christliche Nakonide Heinrich die Herrschaft über die Abodriten und machte Liubice zu seiner Residenz. Nach seinem Tod im Jahr 1127 und innerslawischen Machtkämpfen wurde der Ort 1138 von den Ranen niedergebrannt.

## Deutsche Kolonisation und Lübecker Burg
In der heutigen Lage auf dem Hügel Buku, Standort einer ehemaligen wendischen Burg zwischen Trave und Wakenitz, wurde die Stadt Lübeck 1143 durch Graf Adolf II. von Schauenburg und Holstein als erste deutsche Hafenstadt an der Ostsee neu gegründet, nachdem die ursprüngliche Siedlung 1138 zerstört worden war. Er legte eine Burg mit einem Holz-Erde-Wall, an, welche 1147 von Helmold von Bosau erwähnt wurde. Mittels Grabungen aus der Neuzeit konnte ein Brunnen für die Zeit um 1155 bestimmt werden.
Die Burganlage musste Adolf 1158 an Heinrich den Löwen abtreten, als er durch seine Einmischung in die dänischen Thronstreitigkeiten dessen Unzufriedenheit erregt hatte.
Dieser Territorialfürst gründete neben Lübeck auch Städte wie München und Schwerin und gilt daher als „mächtigste[r] deutsche Territorialfürst des Mittelalters“.
Heinrichs Interesse galt vor allem den slawischen Gebieten: Der Aufstieg Lübecks begann mit der Eingliederung der Lübecker Bucht in das regnum Teutonicum. Bereits 1134 privilegierte Lothar von Süpplingenburg Ostseehändler und warb für Liubice, welches in Konkurrenz zu Schleswig stand. Später wurde Liubice nach der Zerstörung durch die Holsten und Neugründung durch Graf Adolf II. zur Stadt erhoben und fortan Lubeke genannt.
Nachdem Lubeke 1157 erneut niederbrannte, wies Heinrich der Löwe den Kaufleuten einen neuen Ort zur Städtegründung zu, welcher sich jedoch als unpraktisch erwies, da dieser Ort, der heutzutage nicht mehr konkret lokalisiert werden kann, nicht mit großen Schiffen zugänglich war. Heinrich trat daher mit Graf Adolf in Verhandlung und erreichte schließlich, nach vielen Versprechen, die Übergabe der niedergebrannten Reste Lubekes. Nach einem Bericht des Chronisten Helmold von Bosau kehrten die Kaufleute an den alten Standort zurück und gaben die ungünstige Lage auf.
Mit Lübeck wurde die typische mittelalterliche Stadt über die Elbe hinaus an die Ostsee verschoben. Lübeck bot daher als eine der ersten Städte östlich der Elbe einen dauerhaften Markt für Kaufleute, zudem grenzte sich die wiedergegründete Stadt durch die Rechtssicherheit für Kaufleute aus dem regnum Teutonicum deutlich von ihrer Vorgängerstadt und dem Konkurrenten Schleswig ab. Lübeck gewann somit an Anziehungskraft für niederdeutsche Kaufleute.
Auch von Bosaus Chronik beschreibt das Werben nordeuropäischer Kaufleute, den Lübecker Hafen zu frequentieren oder gar dauerhaft nach Lübeck zu kommen. So heißt es über Heinrich den Löwen und Lübeck:
„Der Herzog […] sandte Boten in die Hauptorte und Reiche des Nordens, […] und bot ihnen Frieden, daß sie Zugang zu freiem Handel in seine Stadt Lübeck hätten. Er verbriefte dort auch eine Münze, einen Zoll und höchst ansehnliche Stadtfreiheiten. Von der Zeit an gedieh das Leben in der Stadt, und die Zahl ihrer Bewohner vervielfachte sich.“
Die Gründung Lübecks fiel in eine wirtschaftlich aufstrebende Zeit; die Stadt prosperierte von Anfang an und wuchs schnell. Lübeck bildete zudem mit Hamburg auf dem Landweg eine bedeutende und handelslukrative Städteverbindung und ließ so Schleswigs Bedeutung weiter sinken.
Anfänglich konkurrierte Lübeck zudem direkt mit Bardowick und Lüneburg, doch spätestens seit der Verlegung des Bistums von Oldenburg nach Lübeck im Jahre 1163 (1160 bat Bischof Gerold von Oldenburg Heinrich den Löwen um die Verlegung des Bistums nach Lübeck. 1163 wurde der erste Dom in Lübeck geweiht) war Lübecks regionale Bedeutung herausragend.
Nach Heinrichs Sturz wurde die Burg von 1181 bis 1189 kaiserlich, anschließend bis 1192 dann wieder herzoglich-sächsisch und 1217 von König Waldemar II. von Dänemark übernommen. Nach dessen Niederlage in der Schlacht bei Bornhöved (1227) wurde an ihrer Stelle das Burgkloster errichtet, in das Dominikanermönche einzogen.

## Die Zeit der Hanse bis zum Frieden von Stralsund

### Anfänge

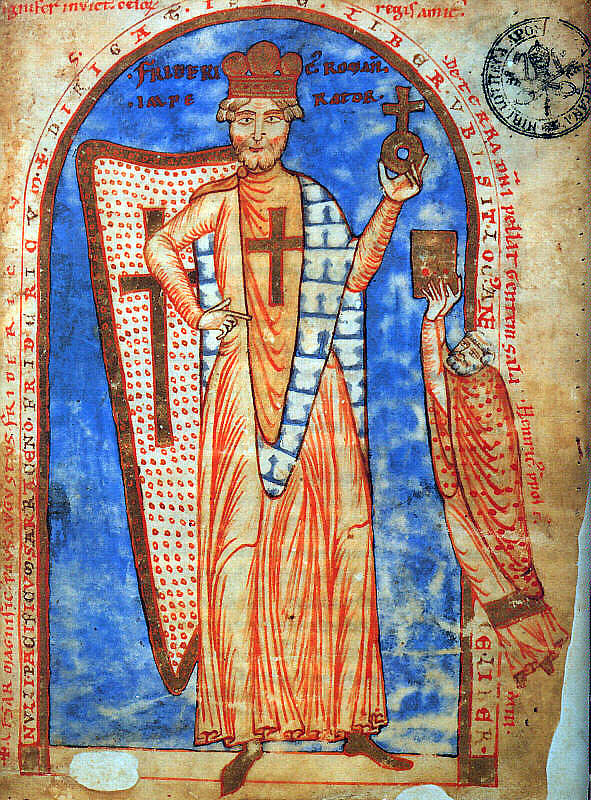
Friedrich I. Barbarossa

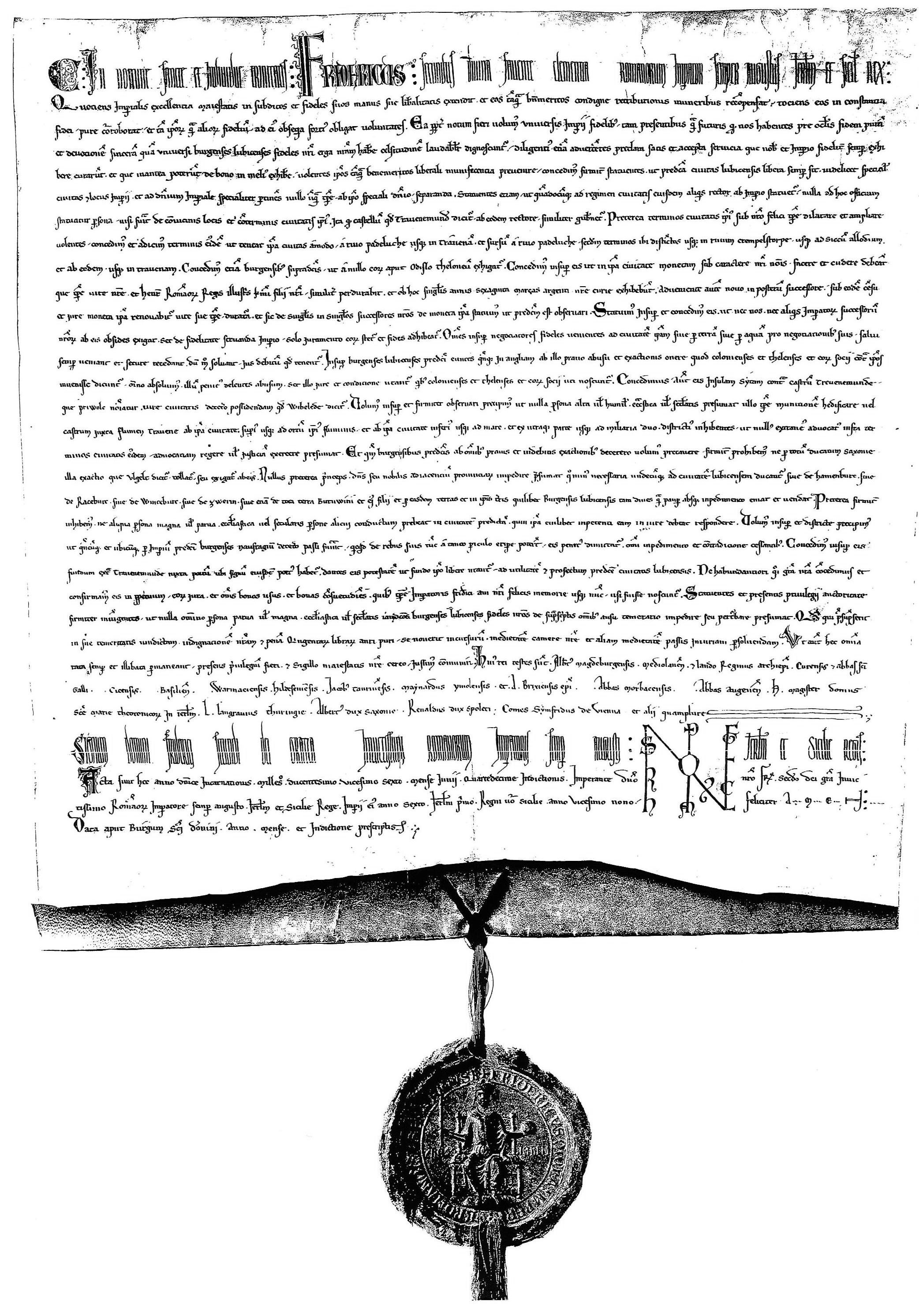
Reichsfreiheitsbrief der Stadt Lübeck aus dem Jahr 1226

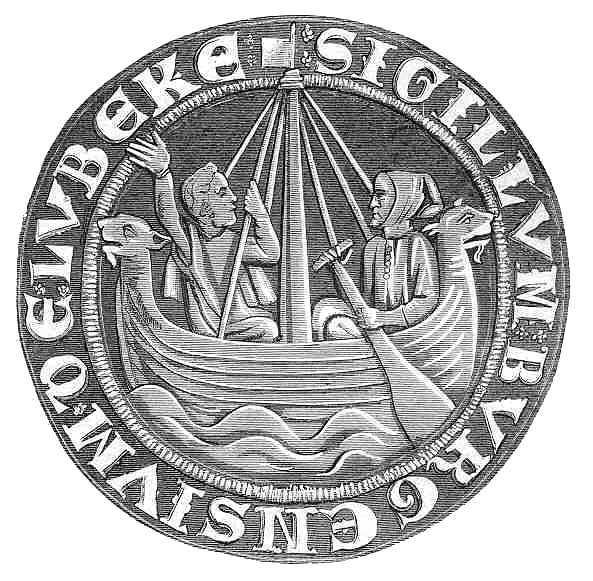
Stadtsiegel von 1280

Nach einem Brand 1157 wurde Lübeck von Heinrich dem Löwen wiederaufgebaut, der hierfür seine Stadt Bardowick aufgab. 1160 erhielt Lübeck das Soester Stadtrecht. Dieser Zeitpunkt wird heute von Historikern als der Beginn der Kaufmannshanse (im Gegensatz zur späteren Städtehanse) angesehen. Wichtigstes Argument für diese Position stellt dabei das Artlenburger Privileg von 1161 dar, in dem Lübecker Kaufleute den bisher im Ostseehandel dominierenden gotländischen Kaufleuten rechtlich gleichgestellt werden sollten. In dieser Zeit begann durch Helmold von Bosau und seinen Nachfolger Arnold von Lübeck mit der Chronica Slavorum die umfassende schriftliche Überlieferung des Zeitgeschehens in Nordostdeutschland. Das Barbarossa-Privileg von 1188 sicherte der Neugründung den territorialen Bestand und die Handelsmöglichkeiten.
Die der Stadt von Heinrich dem Löwen mitgegebene Ratsverfassung beruhte auf einem Stadtrat von 24 Ratsherren, der sich aus den Zusammenschlüssen der Kaufleute selbst durch Zuwahl ergänzte und aus seiner Mitte bis zu vier Bürgermeister wählte. So konnten nur die wirtschaftlich stärksten Kaufmannsfamilien in den Rat gelangen, es durfte allerdings nur jeweils ein Mitglied einer Familie im Rat sein, nie zwei gleichzeitig. Dieses Modell der Verfassung blieb bis zum 19. Jahrhundert weitgehend erhalten. Damit war die Grundlage für den ausschließlich an den Interessen der Fernhandelskaufleute ausgerichteten rasanten Aufstieg Lübecks zur Handelsmacht in Nordeuropa von der inneren Struktur gelegt.
Um 1200 nahm der Hafen und die Schifffahrt weiter Aufschwung: Lübeck wurde der Auswanderungshafen für die Ostkolonisation des Deutschen Ordens in Livland, die unter dem Hochmeister Hermann von Salza ihren Höhepunkt erreichte (Goldene Bulle von Rimini vom März 1226).
Kurz darauf erlangte Lübeck im Juni 1226 von Kaiser Friedrich II. mit dem Reichsfreiheitsbrief die Reichsfreiheit und wurde reichsunmittelbare Stadt. Die Stadt nahm durch ihre günstige geografische Lage und den neuen Schiffstyp Hansekogge, die ein Vielfaches an Frachtgut im Vergleich zu früheren Schiffstypen befördern konnte, rasch Aufschwung. Die Bedrohung der Eigenständigkeit durch die dänische Machtausdehnung unter Waldemar II. wurde in der Schlacht bei Bornhöved erfolgreich abgewehrt. In der Folge des Einfalls des lüneburgischen Herzogs Otto (1301) ging die Stadt dazu über eine Landwehr zu errichten.

### Lübeck alsKönigin der Hanse

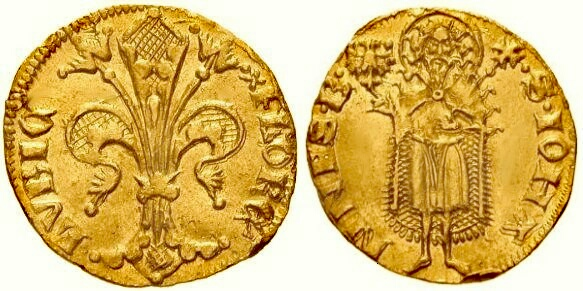
Lübecker Goldgulden von 1341

Nachdem 1361 Wisby, der erste Hauptort der Hanse, vom dänischen König Waldemar IV. Atterdag erobert worden war, wurde Lübeck zum neuen Hauptort der Hanse (auch Königin der Hanse genannt), die sich im 13. Jahrhundert zur Städtehanse gewandelt hatte. Lübeck entwickelte sich in der Folgezeit zur zeitweise wichtigsten Handelsstadt im nördlichen Europa. Es entstand der Verband der wendischen Städte unter Lübecks Führung. Kaiser Ludwig der Bayer verlieh Lübeck 1340 das Goldmünzrecht. 1356 fand der erste allgemeine Hansetag in Lübeck statt.
Die ständigen Auseinandersetzungen mit Dänemark unter König Waldemar IV. führten nach der Niederlage der Hanseatischen Flotte unter dem Befehl des Lübecker Bürgermeisters Johann Wittenborg im Öresund zu dem für die Hansestädte ungünstigen Frieden von Vordingborg (1365) und im Jahr 1367 zur Bildung der Kölner Konföderation. In einem erneuten Krieg fiel 1369 jedoch die dänische Festung Helsingborg nach der hansischen Belagerung unter Bruno von Warendorp. Mit dem Frieden von Stralsund erreichte Lübeck den Höhepunkt seiner Macht im Ostseeraum.
Durch die Gründung des Wendischen Münzvereins 1379 wurde die lübische Mark zur Leitwährung im Ostseehandel.
Kaiser Karl IV. besuchte als erster römisch-deutscher König seit Friedrich I. 1375 die Stadt.
1380 kam es um zu inneren Unruhen, den sogenannten Knochenhaueraufständen. Die vom Rat ausgeschlossenen Handwerker und kleinen Kaufleute, die durch immer wieder erhöhte Steuern und finanzielle Einbußen den kostspieligen Krieg gegen Dänemark mitgetragen hatten, forderten unter der Führung der Knochenhauer mehr Freiheiten für die Ämter und Mitspracherecht im Rat. Nach einer Machtdemonstration des Rats kam es zu einem Kompromiss, der jedoch nicht lange hielt: 1384 nutzte Hinrik Paternostermaker, ein mit seinen Geschäften unzufriedener Kaufmann, den nach wie vor gärenden Unmut in den Ämtern zu einer Verschwörung gegen den Rat. Der Anschlag wurde verraten und blutig niedergeschlagen.
Im 14. Jahrhundert war Lübeck neben Köln und Magdeburg eine der größten Städte des Reiches.
Das Lübecker Stadtrecht (lübisches Recht), welches aus dem Soester Stadtrecht hervorgegangen war, galt in vielen Hansestädten, vor allem im Ostseeraum, und der Lübecker Rat war als Oberhof Appellationsinstanz für alle Hansestädte des Lübecker Rechtskreises.
Hamburg und Lübeck arbeiteten eng zusammen: Während Hamburg insbesondere den Nordseeraum und Westeuropa abdeckte, orientierte sich der Seeverkehr Lübecks nach Skandinavien und in den Ostseeraum vom Bergener Kontor Bryggen bis nach Nowgorod (Peterhof). Politisch ist der Einfluss Lübecks auch im Hansekontor in Brügge und im Londoner Stalhof von herausragender Bedeutung für die Entwicklung des hansischen Handels gewesen. Der Handelsverkehr zwischen den beiden Hansestädten wurde vorwiegend über Land, beispielsweise über die Alte Salzstraße, durchgeführt, aber auch per Binnenschiff durch den Stecknitz-Kanal, über den auch das Salz aus Lüneburg, eines der wichtigsten Exportgüter Lübecks in Richtung Norden und Osten, transportiert wurde. Das Salz wurde im Ostseeraum benötigt, um Fisch zu konservieren. Der Hering war im Mittelalter im Binnenland eine beliebte Fastenspeise.
Zum Schutz der Handelsinteressen der Hanse und zum Schutz gegen Seeräuber wie die Vitalienbrüder, statteten Lübecker Kaufleute eine bedeutende Anzahl Orlogschiffe (Kriegsschiffe) aus.

## Die Hansezeit nach dem Frieden von Stralsund bis zur Reformation

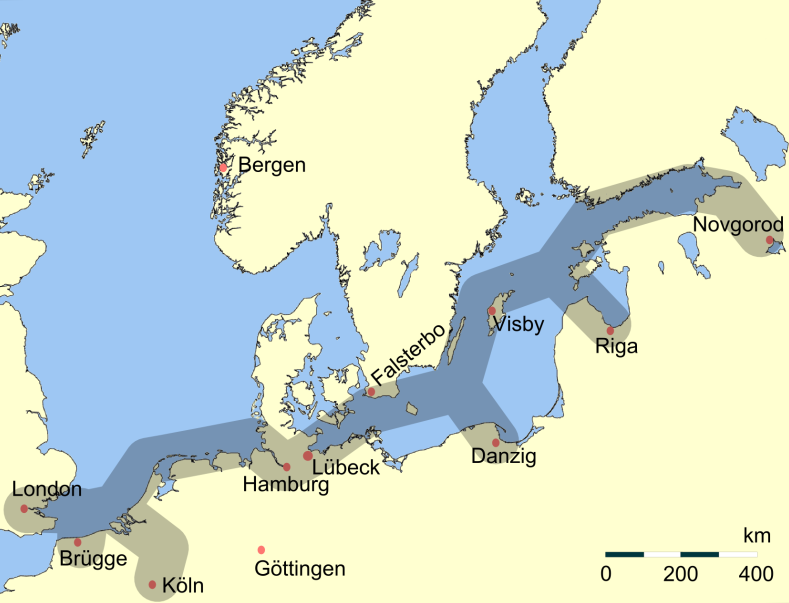
Haupthandelsrouten der Hanse

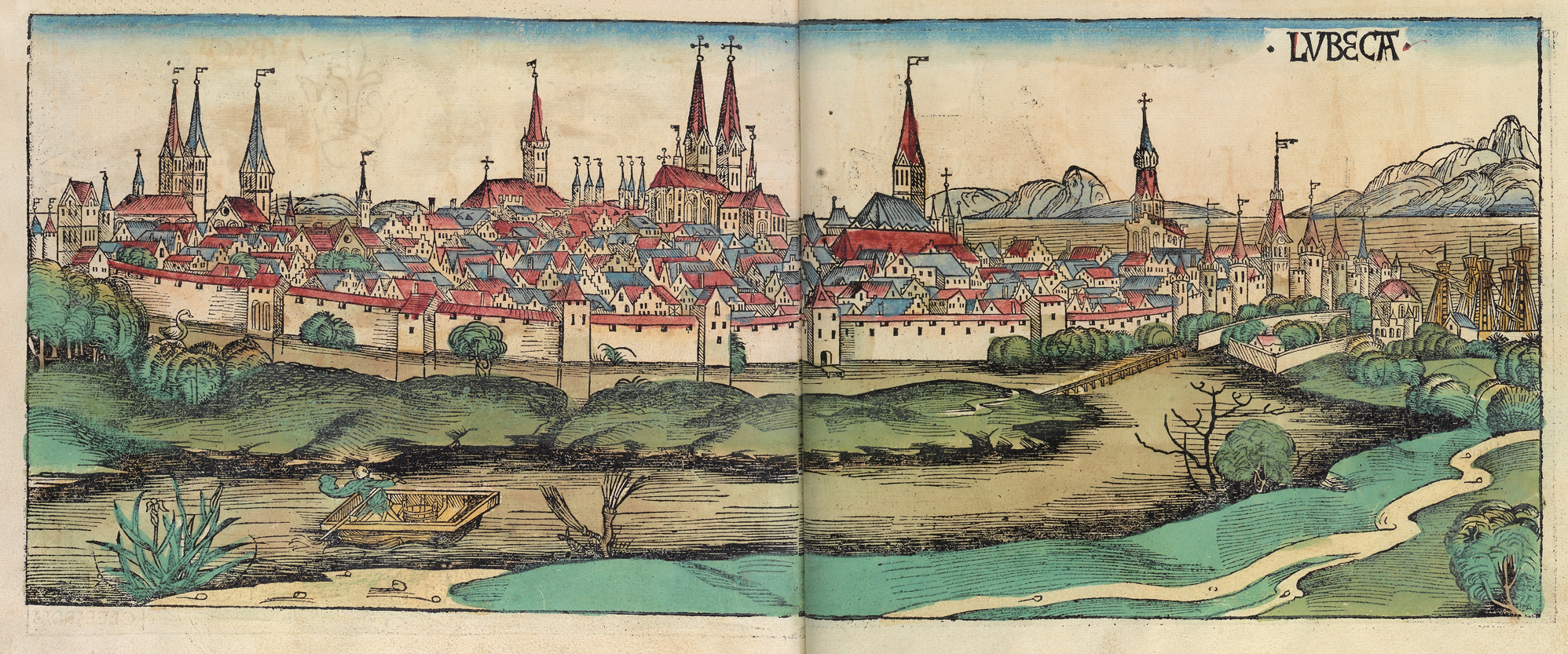
Lübeck von Nordosten, 1493. Älteste nach der Natur gefertigte Darstellung der Stadt aus der Schedelschen Weltchronik

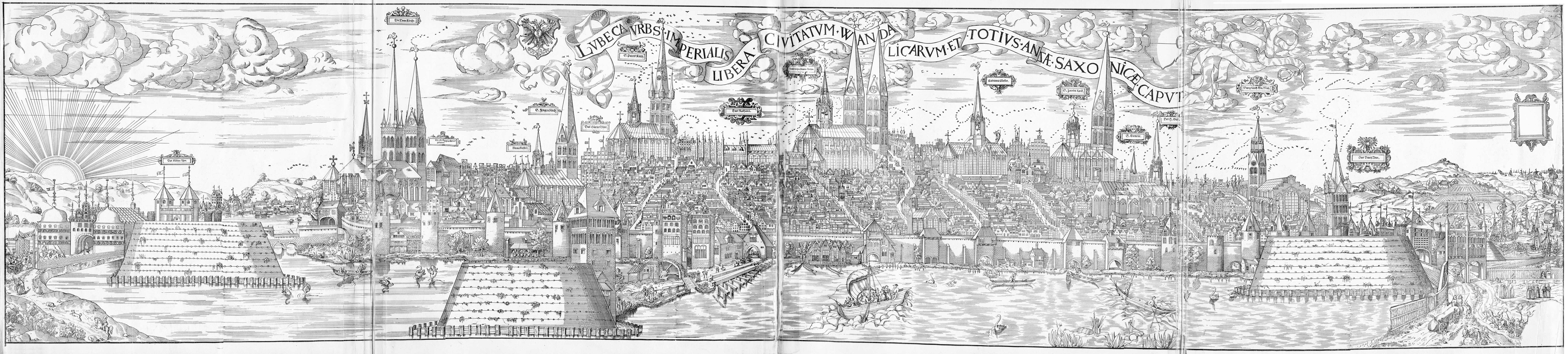
Lübecker Stadtansicht des Elias Diebel, gewaltiger und detaillierter Holzstich von 1552

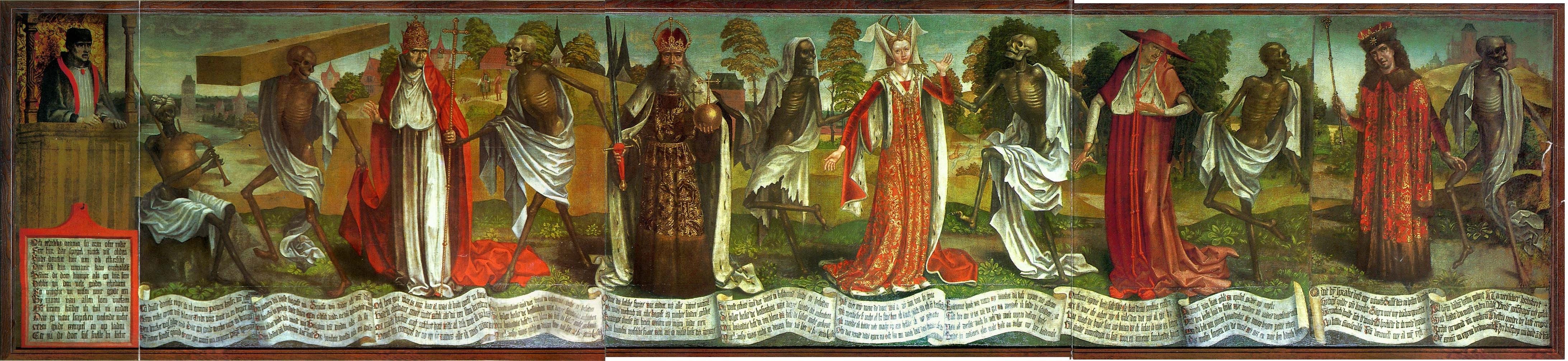
Notkes Totentanz, Fragment in St. Nikolai in Reval

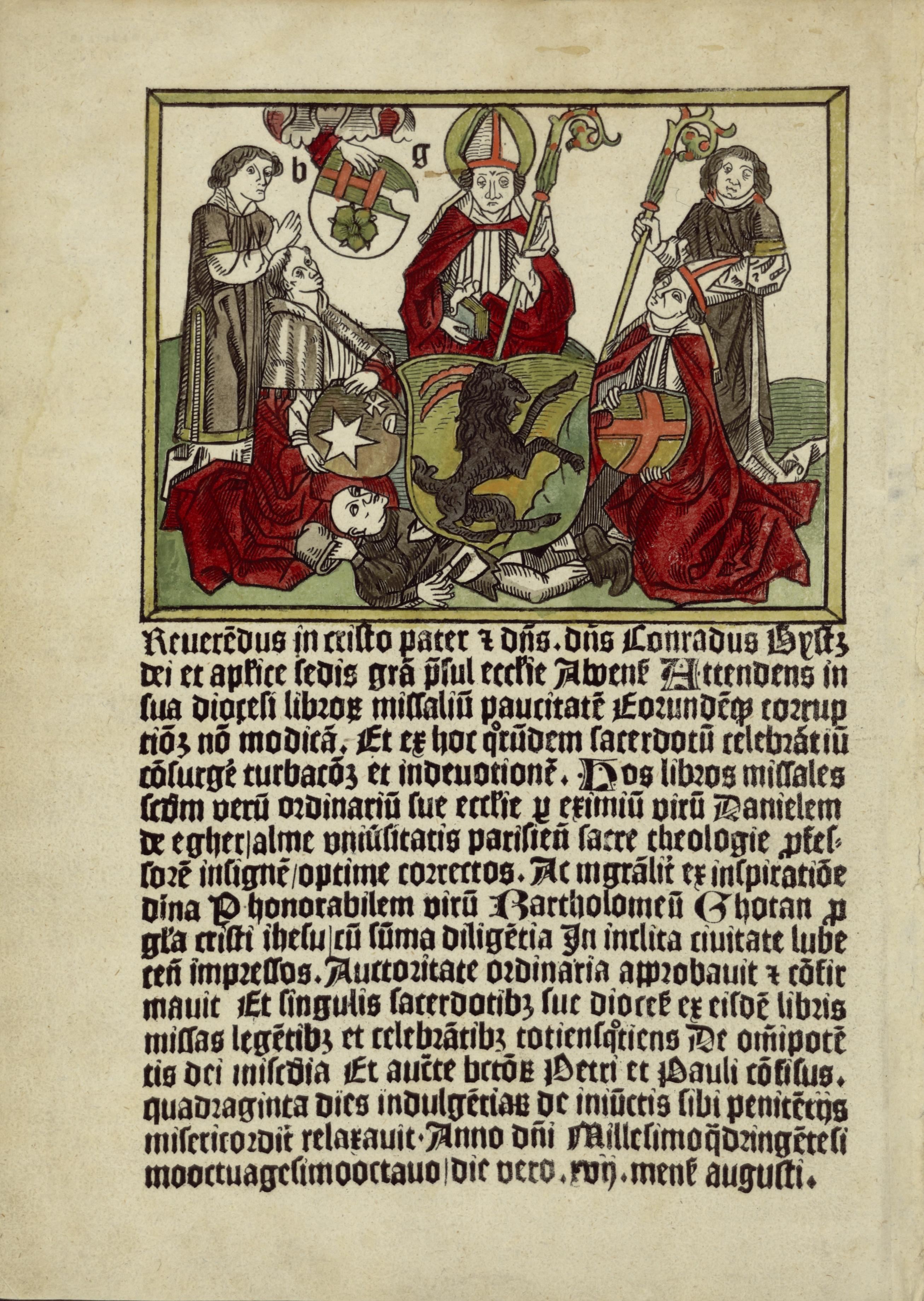
Vorwort zum Missale Aboense mit der Druckermarke Bartholomäus Ghotans, 1488

Auch der Beginn des 15. Jahrhunderts war von 1408 bis 1415 durch innere Unruhen geprägt. In deren Verlauf kam es zur zeitweisen Absetzung des Rates. So geriet Lübeck 1410 vorübergehend in Reichsacht. Durch die Chroniken dieser Zeit aufgezeichnet durch die Lesemeister Detmar und Hermann Korner besteht zusammen mit den Urkundensammlungen für diese Zeit bereits eine herausragende Quellenlage und Geschichtsschreibung.
Der Vertrag von Perleberg führte 1420 unter Mithilfe Hamburgs zu einer Beordnung des Verhältnisses zu den Herzögen von Sachsen-Lauenburg. Fortan wurden Bergedorf und die Vierlande bis ins 19. Jahrhundert gemeinsam verwaltet.
Die Einführung des Sundzolls 1426 für die Durchfahrt durch den Öresund durch König Erik VII. führte zu einer erneuten Eskalation zwischen den Hansestädten und Dänemark, die 1435 mit dem Frieden von Vordingborg mit einer Bestätigung der Privilegien der Hanse beigelegt wurde. Gleichwohl mussten die Hansestädte schon bald mit dem Frieden von Kopenhagen – dem Ende des Hansisch-Niederländischen Krieges (1438–1441) – die aufkommende niederländische Konkurrenz in der Ostsee hinnehmen.
Die ständigen Einschränkungen der Privilegien der Hanse am Londoner Stalhof führten 1470 zur Kriegserklärung der wendischen und preußischen Städte der Hanse gegen England. Der Hansisch-Englische Krieg wurde als Kaperkrieg geführt und für die Hanse durch den Frieden von Utrecht (1474) durch den Bürgermeister Hinrich Castorp erfolgreich abgeschlossen.
Der Ostseehandel der Lübecker in dieser Zeit wurde nicht nur von Salz, Heringen aus Schonen und Stockfisch aus Nordnorwegen geprägt. Nordeuropa wurde von hier aus mit Waren des täglichen Bedarfs versorgt. Auch Kunstgegenstände wie die Werke des Malers und Bildhauers Bernt Notke und dessen Zeitgenossen Hermen Rode finden sich, ebenso wie in Lübeck hergestellte Flügelaltäre im gesamten Ostseeraum.
Die Handelsbeziehungen der Hanse förderten auch den Absatz von Büchern. Mit dem Aufkommen des Buchdrucks wurde Lübeck Ende des 15. Jahrhunderts durch Drucker wie Lucas Brandis und seinen Bruder Matthäus, Johann Snell, Bartholomäus Ghotan (der 1488 mit dem Missale Aboense das erste für Finnland gedruckte Buch herstellte), Steffen Arndes (Niederdeutsche Bibel, 1494) und später Johann Balhorn zum Druck- und Buchvertriebszentrum des Ostseeraums. Die von Hans van Ghetelen 1498 herausgegebene niederdeutsche Übersetzung des Reynke de vos (Reineke der Fuchs) war in Deutschland und Skandinavien zu der Zeit nach heutiger Diktion ein trivialer Bestseller. In Deutschland übertraf Lübeck im Markt für Druckerzeugnisse in mittelniederdeutscher Sprache die Stadt Köln, da diese durch den prägenden Katholizismus den „Markt“ nicht in der geforderten Art und Weise bedienen konnte.
1500 wurde Lübeck Teil des Niedersächsischen Reichskreises.

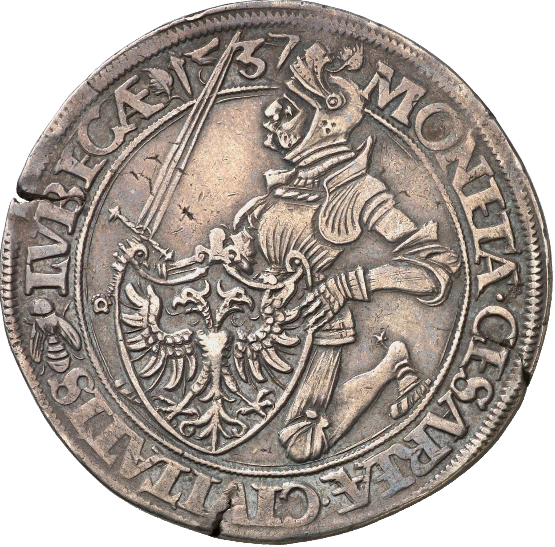
Brömsentaler von 1537 aus der zweiten Amtszeit von Nikolaus Brömse

Die Fehden mit Dänemark nahmen nach 1509 aufgrund der Hegemonialpolitik des dänischen Königs Christian II. wieder zu, wurden aber zunächst im Frieden von Malmö (1512) durch den Bürgermeister Thomas von Wickede beigelegt. Sie loderten jedoch bald wieder auf. Lübeck verhalf Gustav I. Wasa 1523 auf den schwedischen Thron, König Christian II. wurde unter Mitwirkung des Bürgermeisters von Wickede abgesetzt und Friedrich I. zum neuen König von Dänemark gekrönt; im Gegenzug wurde die Insel Bornholm von 1525 an für fünfzig Jahre lübisch. Für Dänemark endete hiermit die Zeit der Kalmarer Union.

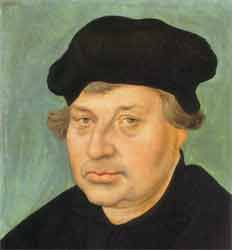
Johannes Bugenhagen

Die Zeit von etwa 1522 bis 1530 war geprägt durch das Vordringen der Reformation. 1531 berief der Rat Johannes Bugenhagen, um das Gemeinwesen (Kirche, Schule, Sozialfürsorge) im reformatorischen Sinn neu zu ordnen. Seine Der Keyserliken Stadt Lübeck christlike Ordeninge erschien im Mai 1531; Ende des Jahres zwang der Rat das Domkapitel in einem Vertrag zum Verzicht auf das Kirchenvermögen in der Stadt. Erster Superintendent und Rektor der neu gegründeten Lateinschule Katharineum wurde Hermann Bonnus.
Im selben Jahr führte der Eintritt Lübecks in den Schmalkaldischen Bund dazu, dass die katholischen Bürgermeister Nikolaus Brömse und Hermann Plönnies die Stadt verließen. In den darauf folgenden Unruhen gelang es Jürgen Wullenwever, den Rat mit seinen Anhängern zu besetzen. Nach seinem Scheitern und Brömses Rückkehr trat Lübeck wieder aus dem Bund aus.
Lübecks Rolle als führende Handelsmacht in der Ostsee wurde in den ersten Jahrzehnten des 16. Jahrhunderts zunehmend durch niederländische Kaufleute gefährdet, die unter Umgehung der Lübecker Stapels direkt die Städte im östlichen Teil der Ostsee ansteuerten. Nachdem Friedrich I. nicht bereit war, Lübeck als Lohn für seine Hilfe bei der Gefangennahme Christian II. 1532 die Sundschlösser zu überlassen, versuchte Jürgen Wullenwever mit militärischen Mitteln, die alte Vormachtstellung im Ostseeraum wiederherzustellen und die Grafenfehde zu Gunsten Lübecks zu beeinflussen. Zur Finanzierung seiner militärischen Abenteuer ließ er unter anderem den Kirchenschatz einschmelzen. Doch er scheiterte dramatisch, musste 1535 die Stadt verlassen, wurde vom Erzbischof von Bremen gefangen genommen und 1537 hingerichtet. Damit war Lübecks Zeit als „Königin der Hanse“ endgültig vorüber. Und auch die Bedeutung der Hanse schwand.
In kultureller Hinsicht führte die Reformation zu einem Abbruch der künstlerischen Produktivität der Stadt, da die Auftraggeber für sakrale Kunstwerke dem Zeitgeist entsprechend fehlten. Allein der Terrakottabildhauer Statius von Düren, der Maler Hans Kemmer und die Familie des Bildschnitzer Tönnies Evers d. Ä. bereicherten noch die Renaissance in Norddeutschland. Ihnen folgen als Künstler der Übergangszeit der Bildschnitzer Tönnies Evers d. J. und der Maler Johannes Willinges nach.

## Nordische Kriege, Dreißigjähriger Krieg und Niedergang der Hanse
Im Zuge des Dreikronenkrieges zwischen Dänemark und Schweden, bei dem die Hansestädte den dänischen König unterstützten, erreichte Lübeck als einzige Macht seine Kriegsziele, da der Frieden von Stettin von 1570 der Stadt die Narva-Fahrt garantierte. Allerdings offenbarte sich auch die von nun an eingeschränkte Machtposition der Stadtstaaten im Verhältnis zu den Flächenstaaten.

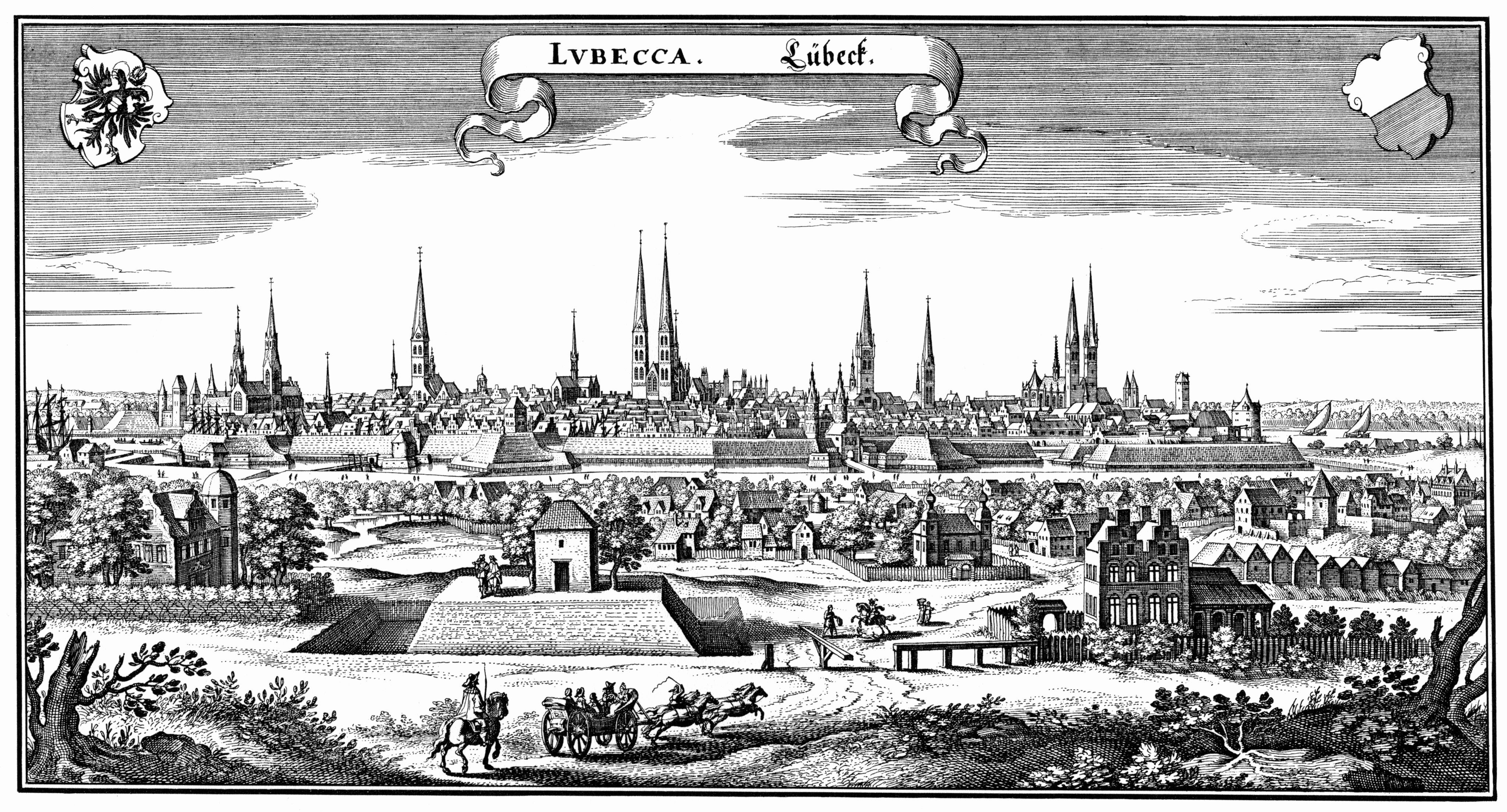
Lübeck 1641 aus der Werkstatt des Matthäus Merian

1615 erhielt Lübeck mit der Lübecker Stadtbefestigung ein modernes Befestigungsanlagensystem nach niederländischer Manier. Die Anlagen wurden von Johann von Ryswyck und Johan van Valckenburgh entworfen, der auch für die Befestigungen von Hamburg, Bremen und Ulm verantwortlich war. Im Gegensatz zu dem ungefähr gleichzeitig entstehenden Hamburger Bastionsring sowie den Anlagen in Braunschweig und Bremen verzichtete man in Lübeck im Hinblick auf die topografische Situation der Stadt auf eine vollständige Umwallung der Stadt. Die Fertigstellung erfolgte ab 1634 durch den niederländischen Festungsbauer Johann von Brüssel.
Im Dreißigjährigen Krieg gelang es Lübeck, neutral zu bleiben.
1629 wurde hier der Friede von Lübeck zwischen den kaiserlichen Truppen und König Christian IV. von Dänemark geschlossen. Im Zuge der Vorbereitungen für einen umfassenden Friedenskongress während der Verhandlungen über die Hamburger Präliminarien 1641 waren auch die beiden Städte Hamburg und Lübeck als Kongressorte im Gespräch. An den Verhandlungen und dem Abschluss des Westfälischen Friedens waren die Hansestädte durch den späteren Lübecker Bürgermeister David Gloxin vertreten.
Wirtschaftlich profitierte die Stadt zu Beginn des Krieges zunächst durch ihre offen kaiserliche Haltung, so dass noch Wallenstein bei seinem Zug gegen Dänemark die finanziellen Transaktionen über Lübeck abwickeln ließ. Mit dem Kriegseintritt Schwedens übernahm zunehmend Hamburg die Abwicklung der notwendigen Finanzaktionen und wurde zum wichtigsten Umschlagsplatz für Waffen, Salpeter und andere kriegsnotwendige Materialien im Norden.
Wenn Lübeck auch nicht unmittelbar von den Kriegsereignissen betroffen war, so führte die gleichzeitig stattfindende Umorientierung der europäischen Handelsströme nach Westen und das zunehmende Eindringen niederländischer Schiffe in die Ostsee zu einem erheblichen Bedeutungsverlust für den Lübecker Fernhandel. Dies vermochte auch der ab 1665 verstärkt aufgenommene, aber durchaus risikoreiche Walfang nicht zu ändern.

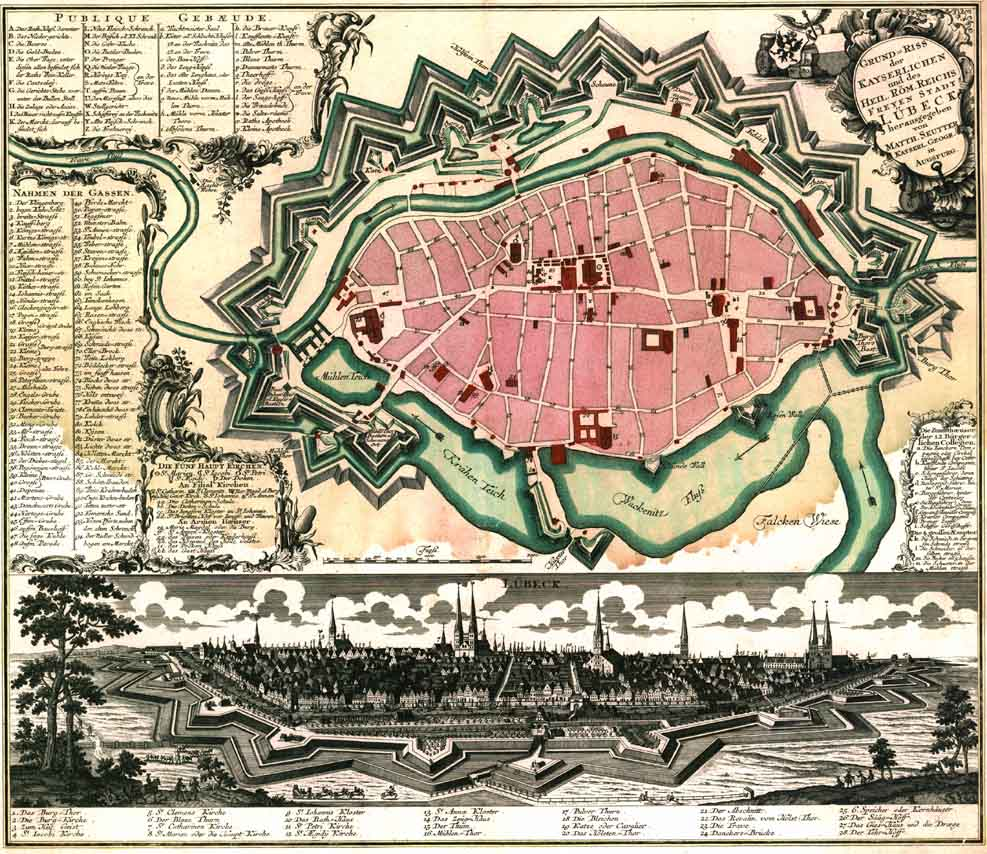
Stadtplan Lübecks um 1750 (Matthäus Seutter)

Der letzte Hansetag fand 1669 in Lübeck statt. Die drei Städte Lübeck, Hamburg und Bremen wurden zu Sachwaltern der Hanse und ihres Restvermögens eingesetzt.
Auch innenpolitisch steht das Jahr 1669 für einen Umbruch. Mit der Kassarezess genannten Verfassungsreform räumten die Patrizierfamilien dem Bürgertum der Stadt widerwillig erweiterte Mitspracherechte, insbesondere bei der Kasse, dem Finanzhaushalt, ein. Der Kassarezess war die einzige wesentliche Änderung der Verfassung von den Anfängen der Stadt bis zur ersten Hälfte des 19. Jahrhunderts. Gleichwohl verfiel die Stadt – ob des gewonnenen status quo – in eine orthodox-konservative Denkweise, die bis zum 20. Jahrhundert anhielt. In diese Zeit vor der Aufklärung fällt das Wirken des voraufklärerischen Polyhistors und Hauptpastors an St. Marien Jacob von Melle. In dieser Zeit importierte der Kaufmann Thomas Fredenhagen die Bildhauerkunst eines Thomas Quellinus aus den Niederlanden. Lübecker Künstler wie die Gebrüder Gottfried und Johann Zacharias Kneller hingegen verließen die Stadt, die ihnen mit ihrem geistigen Klima nicht genügend Entwicklungsmöglichkeiten bot.

## Von der Aufklärung zur Moderne

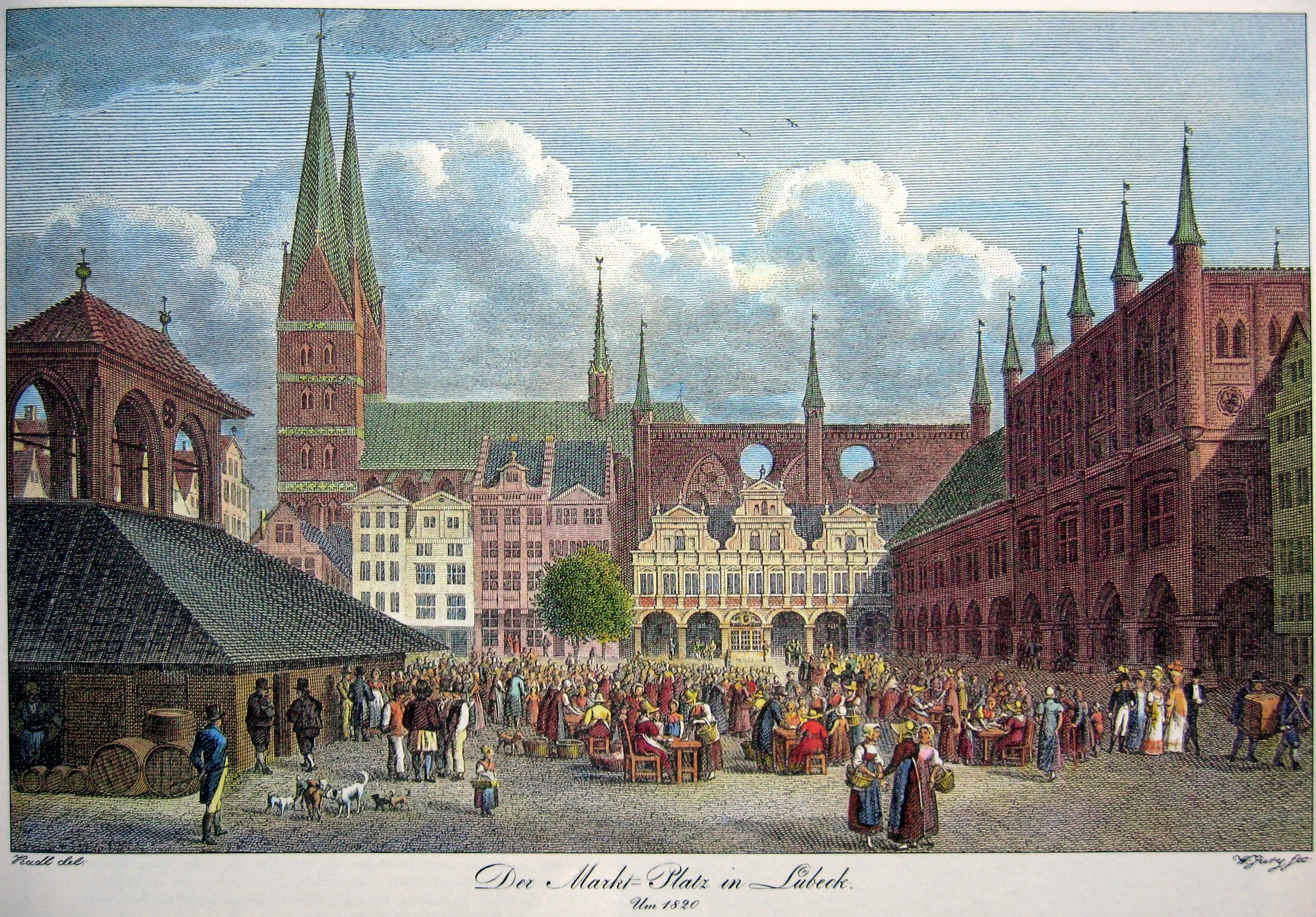
Markt in Lübeck um 1820 mit der Marienkirche (hinten links) und dem Rathaus (Mitte und rechts)

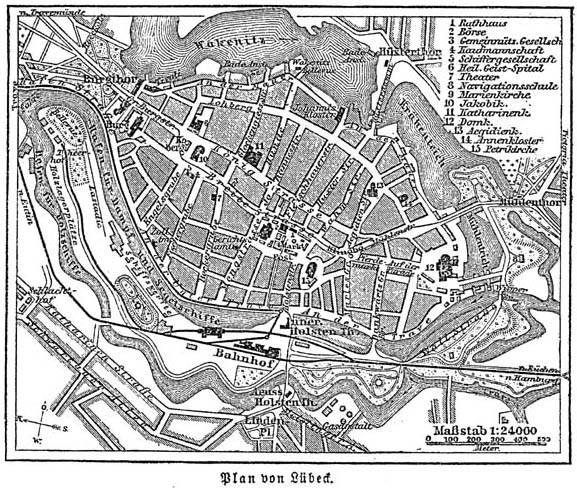
Stadtplan Lübecks um 1888

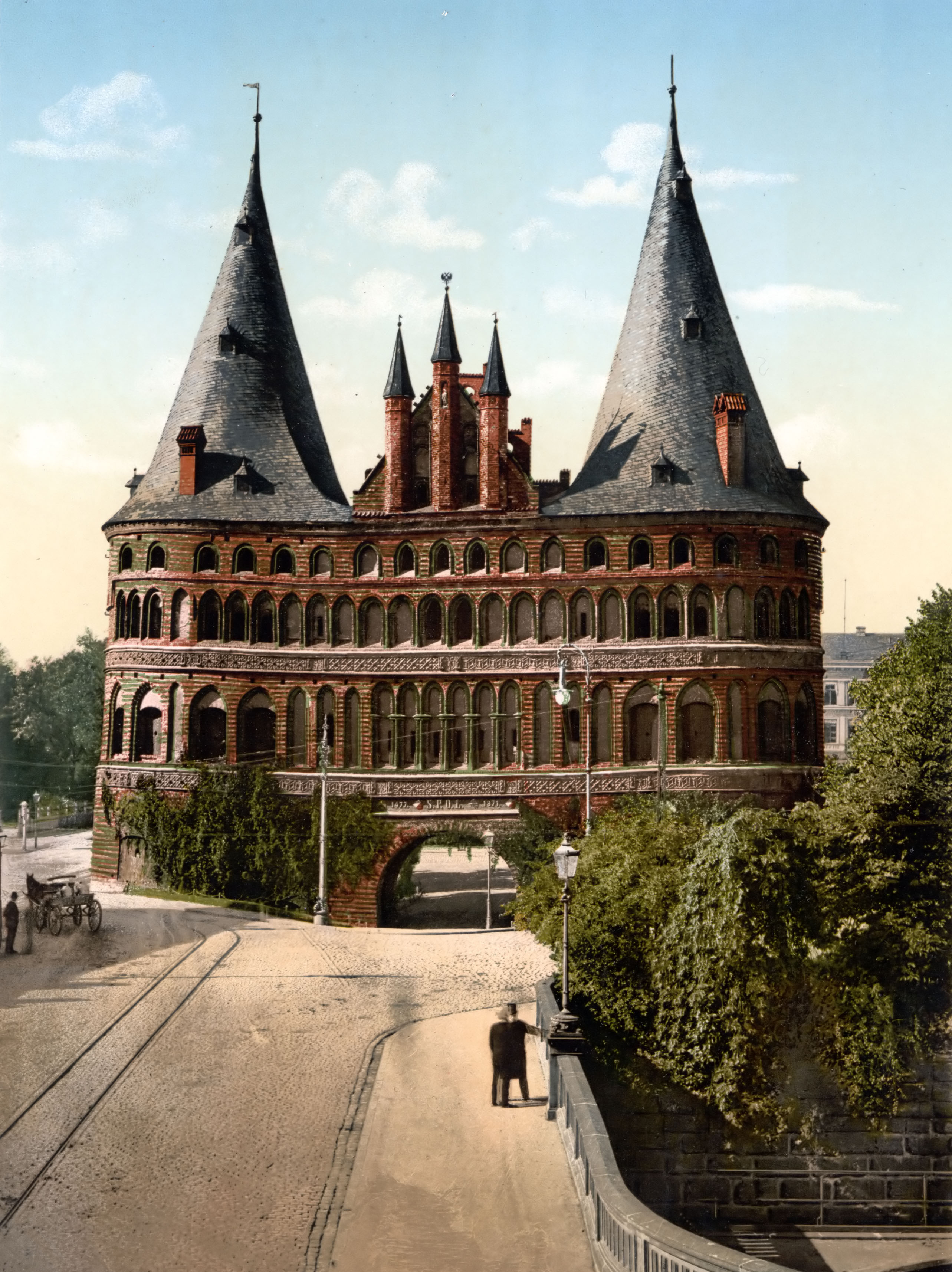
Holstentor, ebenfalls Stadtseite (um 1900)

Der Siebenjährige Krieg verlief dank der diplomatischen Beziehungen des Lübecker Stadtkommandanten Graf Chasot ohne größeren Schaden für die Stadt.
Gegen Ende des 18. Jahrhunderts entstanden auch in Lübeck aufgeklärte Salons wie um Deutschlands erste promovierte Philosophin Dorothea Schlözer, die mit dem Ratsherrn und späteren Bürgermeister Mattheus Rodde verheiratet war. In Lübeck wirkte um dieser Zeit der Maler Johann Jacob Tischbein. Vor den Toren der Stadt entstand mit der Stockelsdorfer Fayencemanufaktur eine über die Grenzen Norddeutschlands hinaus anerkannte Werkstatt. Der bürgerliche Geist der Zeit führte zur Gründung der Gesellschaft zur Beförderung gemeinnütziger Tätigkeit, die seither einen nicht zu unterschätzenden Einfluss auf das kulturelle Leben der Stadt nimmt.

### Lübeck unter französischer Herrschaft
Mit dem Reichsdeputationshauptschluss 1803 blieb Lübeck noch reichsunmittelbare Stadt, um dann mit Fortfall des Heiligen Römischen Reiches 1806 ein souveräner deutscher Staat zu werden. Der Handelsverkehr zwischen Lübeck und England blühte infolge des Koalitionskrieges – die Nordseehäfen waren gesperrt – auf. Allerdings erfolgte am 6. November 1806 in der Folge der für Blücher vernichtenden Schlacht bei Lübeck im Rahmen des Vierten Koalitionskrieges die Besetzung der neutralen Stadt durch die Truppen Napoleons unter Bernadotte verbunden mit der den Handel lähmenden Durchsetzung der Kontinentalsperre. So war auch der Lübecker Hafen für die Englischen Schiffe gesperrt. Kamen 1806 noch 1508 Schiffe in Lübeck an, waren es in den folgenden Jahren 389, 51, 86 und 78. Nur dadurch, dass die wohlhabenden Kaufleute der Stadt größere Kapitalien als Darlehen gewährten, konnte der allgemeine Staatsbankrott abgewendet werden. Von 1811 bis 1813 fand sich Lübeck wider Willen vorübergehend als Teil des französischen Kaiserreiches wieder; es wurde bonne ville de l’Empire français und Arrondissement im Département des Bouches de l’Elbe; die Stadt wurde zeitweilig von einem Maire und einem Munizipalrat regiert.
Die wirtschaftlichen Folgen der Ausblutung durch die Besatzung waren für die Stadt bis zur Mitte des 19. Jahrhunderts spürbar.
Ab 1829 gab es auf Initiative von Karl von Schlözer und finanziert durch Ludwig Stieglitz eine regelmäßige Dampfschifffahrtslinie nach St. Petersburg.

### Deutscher Bund
1815 wurde Lübeck auf dem Wiener Kongress als Freie und Hansestadt Lübeck völkerrechtlich souveränes Mitglied des Deutschen Bundes. Gesandtschaften und Konsulate wurden zumeist gemeinsam mit den beiden Schwesterstädten Bremen und Hamburg in wichtigen Haupt- und Hafenstädten unterhalten. Die hanseatischen Ministerresidenten wie Vincent Rumpff in Paris oder James Colquhoun in London, zugleich auch der letzte hanseatische Stalhofmeister verhandelten die völkerrechtlichen Verträge mit den wichtigsten Handelspartnern. Das Postwesen betrieb jede Stadt für sich.
Der Kunsthistoriker Karl Friedrich von Rumohr bewirkte mit seiner Veröffentlichung Altertümer des transalbingischen Sachsen 1813 den Anstoß zum Erhalt der Lübecker Denkmäler und Kulturgüter. Seine Gedanken wurde von dem Zeichenlehrer Carl Julius Milde in Lübeck tatkräftig umgesetzt und bilden heute den Grundbestand der Museen für Kulturgeschichte der Hansestadt.
1835 stiftete der Senat die Medaille Bene Merenti für herausragende Dienste um und in Lübeck. Sie ist bis heute die bedeutendste Auszeichnung der Hansestadt. Die Stadt wurde durch ihre Erneuerungsbewegung Jung-Lübeck und den Germanistentag des Jahres 1847 zu einem wichtigen Symbolort des Vormärz, überstand aber aufgrund der weitvorangeschrittenen Vorbereitung einer neuen Verfassung das Revolutionsjahr 1848 ohne größere Unruhen.
In der Frankfurter Nationalversammlung 1848 wurde Lübeck durch den Abgeordneten Ernst Deecke vertreten.

### Norddeutscher Bund und Deutsches Kaiserreich

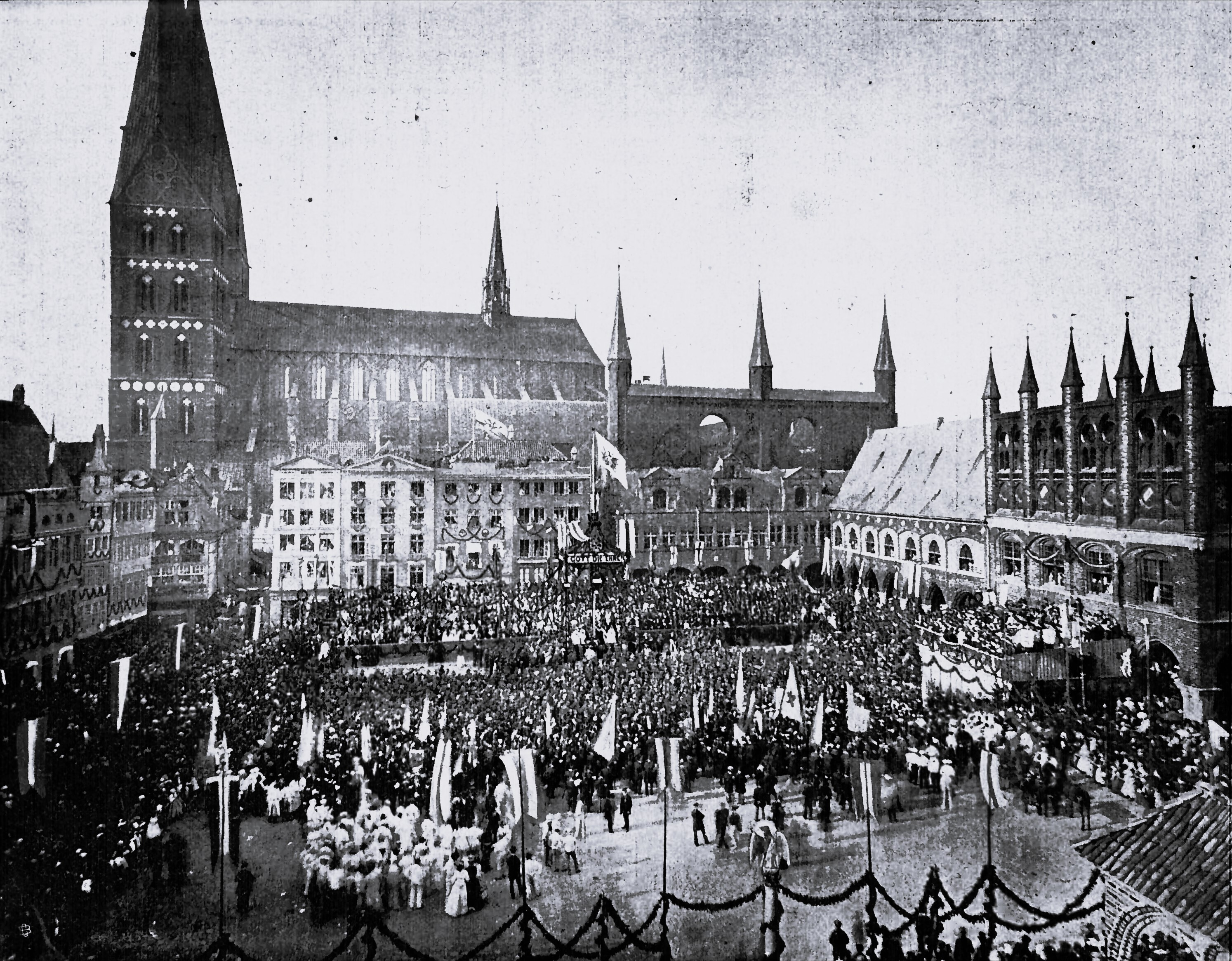
Einzug der siegreichen Truppen am 18. Juni 1871

Lübeck trat 1866 dem Norddeutschen Bund sowie 1868 dem Zollverein bei und wurde 1871 Gliedstaat des Deutschen Reiches; damit endet die seit 1806 bestehende völkerrechtliche Souveränität Lübecks.
Gegen Ende des 19. Jahrhunderts setzte die Industrialisierung ein. Die Bevölkerungszahl wuchs rapide, und die Vorstädte breiteten sich mit Aufhebung der Torsperre im Jahr 1864 aus.
Am frühen morgen des 1. Mai 1873 kam die Iwakura-Mission per Postschiff aus Kopenhagen in Lübeck an. Dort analysiert sie die Regierung durch  die Senatoren und notieren, dass nur Bürger wählen dürfen, die ein Bürgergeld bezahlen, bevor sie vom Bahnhof aus weiterreisen.
Als Friedrich Esmarch 1885 in der Kaufmannschaft einen Vortrag hielt, wandte er sich persönlich an die Vorsitzende des Roten Kreuzes in Lübeck, die Frau des Stadtphysicus Carl Türk, um ihr die Unterweisungen im Samariterdienst nahezulegen. Es erwuchs der Vorschlag, diese Unterweisungen für alle Seemannsschulen an der deutschen Küste für die Steuerleute obligatorisch zu machen. An deren Navigationsschule wurden sie als die erste deutsche zivile Einrichtung verbindlich eingeführt.
1895 wurde die Deutsch-Nordische Handels- und Industrie-Ausstellung in Lübeck abgehalten, für die Bürger des kleinen Stadtstaates „ihre Weltausstellung“.
Im Juli 1904 wurden von der Lübecker Stadtkasse neue Fünfmarkstücke mit dem  Hoheitszeichen Lübecks, einem neu entworfenen Lübeckischen Adler, ausgegeben.  Dieser vermied die viel angegriffene Form des schornsteinartigen Halsaufsatzes; auch die Flügel zeigten eine gefälligere, sich weniger dem Kreisrund anpassende Form. Die früher geprägten 10- und 2-Markstücke wurden Anfang Mai 1901, genau 100 Jahre nach der im Jahr 1801 erfolgten letzten Prägung Lübecker Geldes, ausgegeben.

## 20. Jahrhundert

Rathauslaube zur Breiten Straße und Ehrenwache vor der Tür um 1910

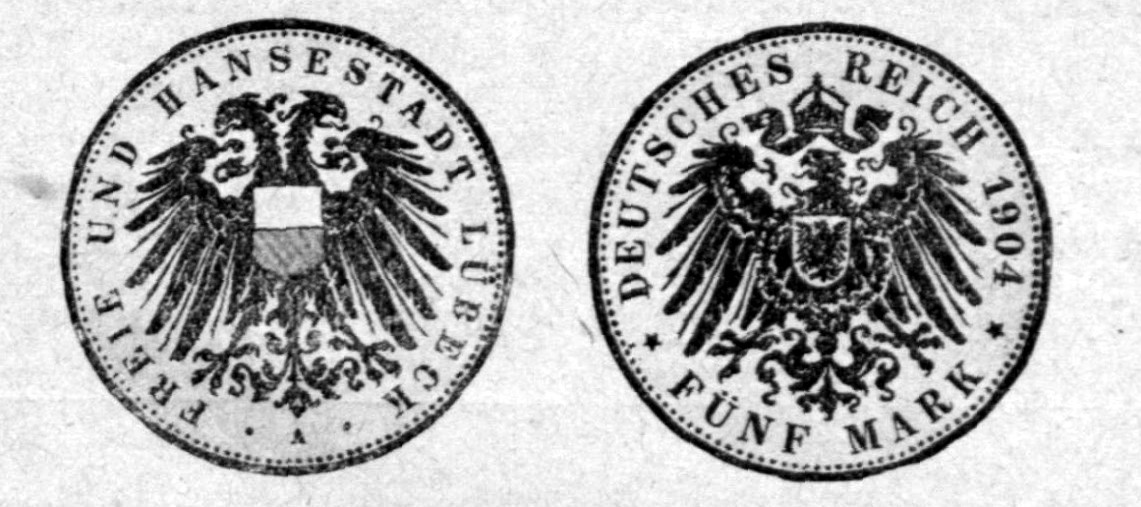
Die neu geprägten Lübeckischen Reichsmünzen von 1904

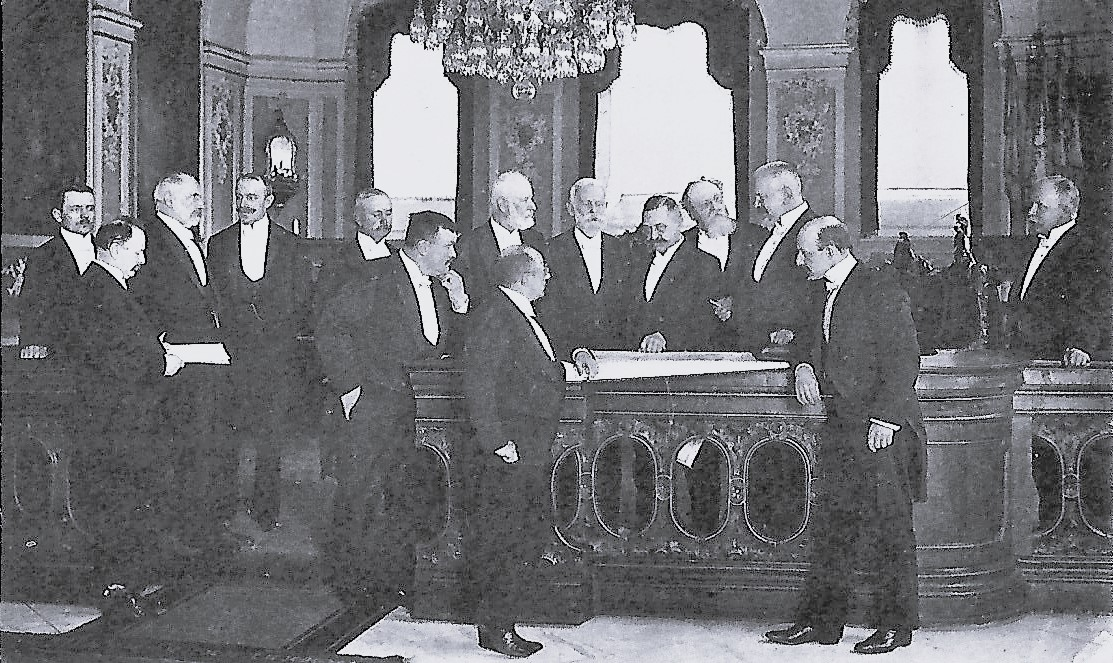
Der Senat vor Beginn einer Sitzung

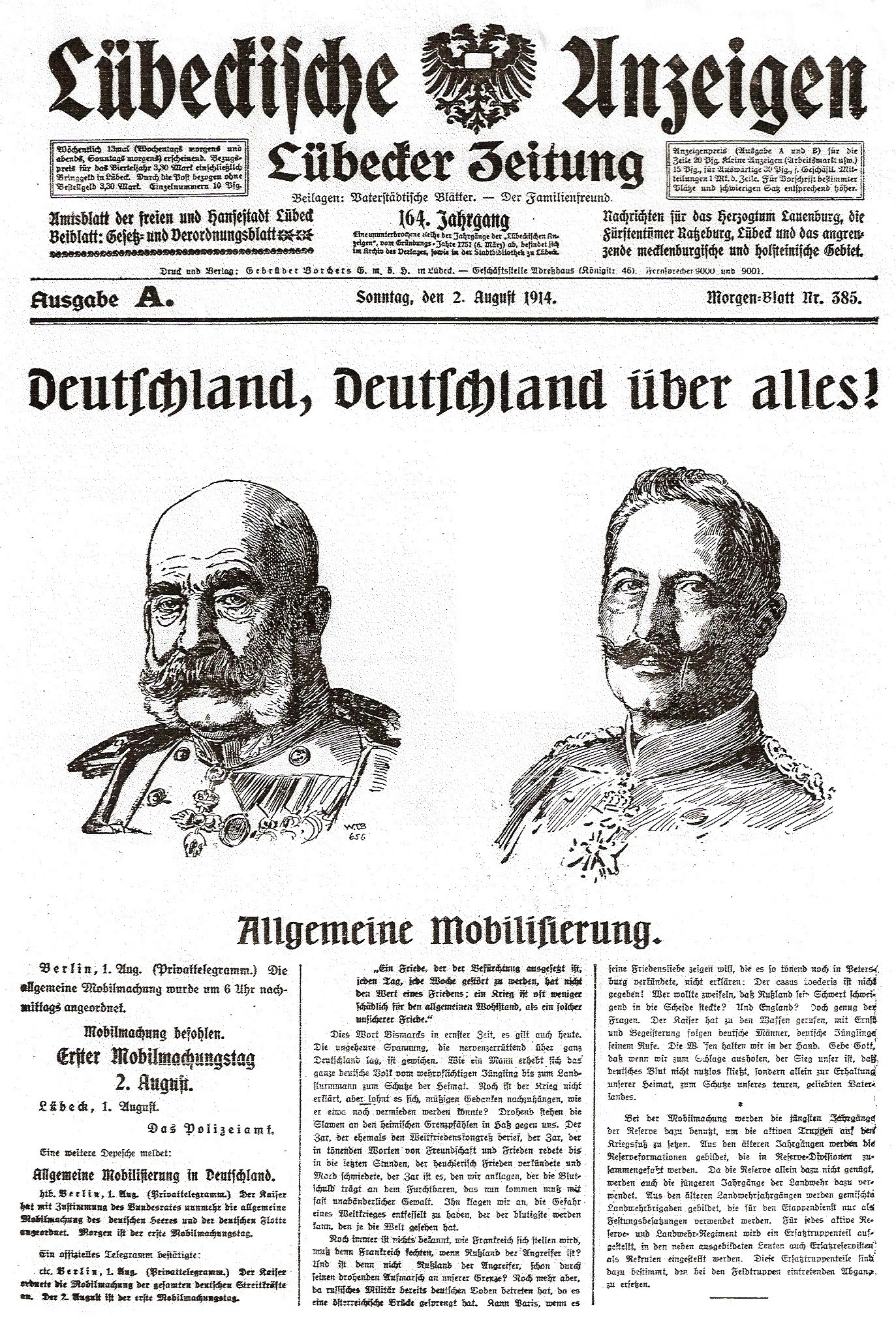
Allgemeine Mobilisierung vom 2. August 1914

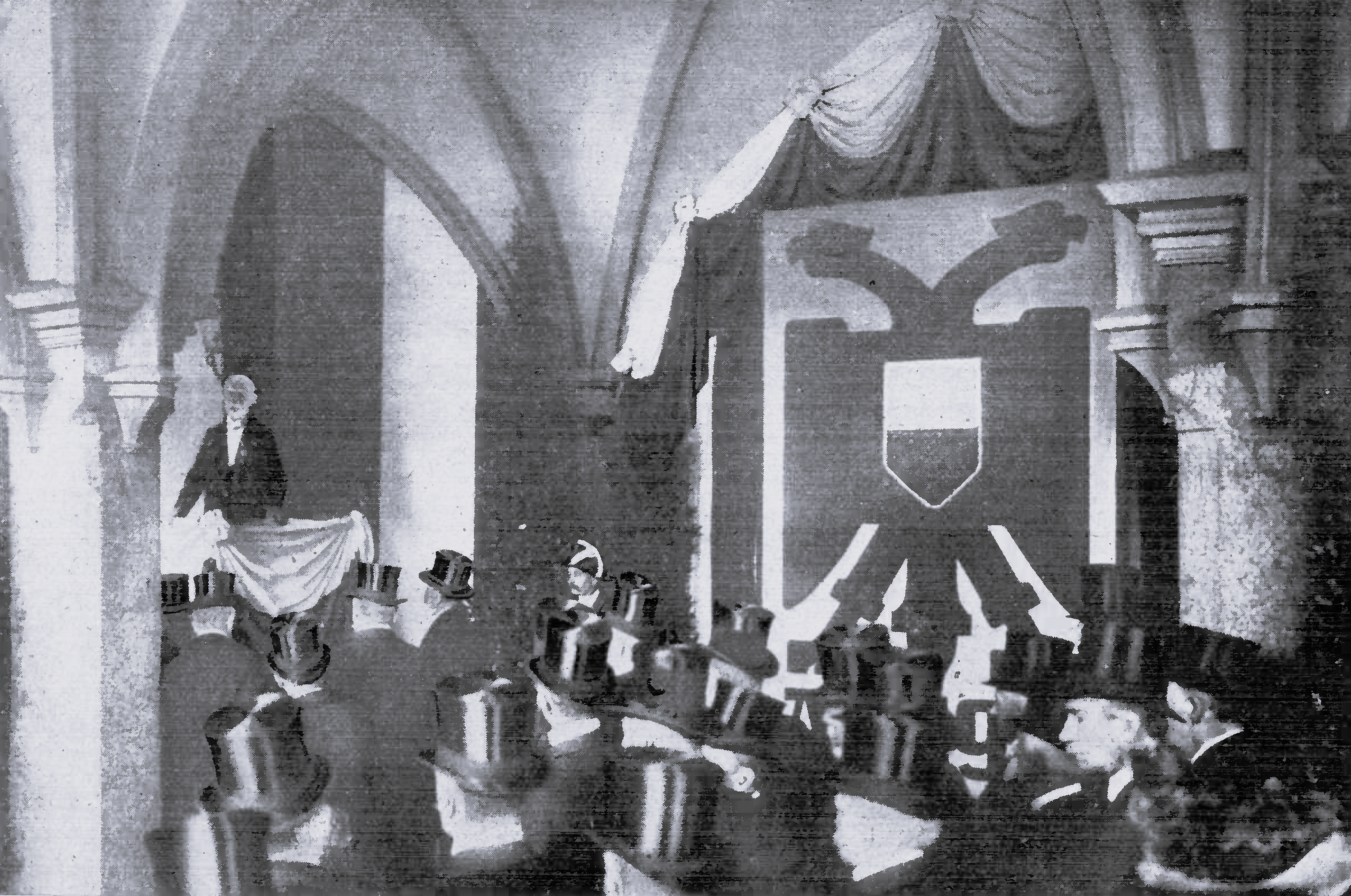
Nagelung des lübischen Adlers am 1. August 1915

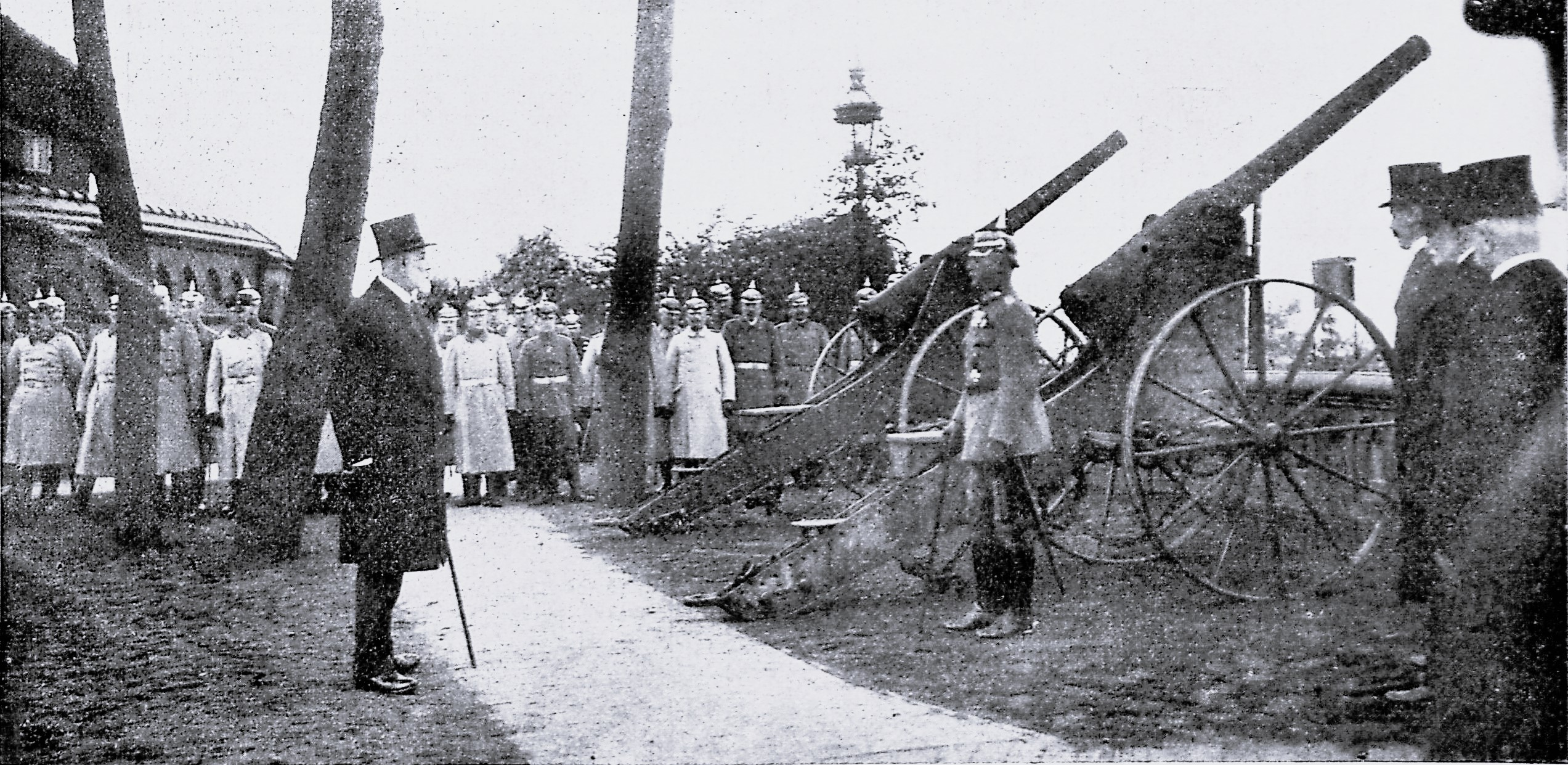
Beutegeschützübergabe 1. November 1915

Zu den Sitzungen des Senates stellte das Heimische Regiment einen Doppelposten als Ehrenwache unter der noch den Senatsbalkon tragenden Laube des Rathauses vor dem Haupteingang in der Breiten Straße ab.
Im Jahre 1911 profilierte sich die Hansestadt als Kongressstadt. Im April fand in der Stadthalle der VIII. Verbandstag der Hilfsschulen Deutschlands mit einer begleitenden Ausstellung in der Ernestinenschule statt, und im Juni wurde der VI. Deutsche Esperanto-Kongress mit einer gleichzeitigen Esperanto-Ausstellung in der Katharinenkirche abgehalten.
Am 31. Juli 1914, dem Tag der Österreichischen Generalmobilmachung, verließ das Lübeckische Regiment seine Garnison.
In Lübeck machten die wirtschaftlichen Verhältnisse der Versorgung im Juli 1915 ein Eingreifen notwendig. Massenküchen gab es bereits vor dem Krieg in fast allen großen Verbrauchsmittelpunkten des Reichs in Form von Volksküchen. Mit der Ausgabe der zunächst von der Volksküche bezogenen Speisen wurde Anfang August 1915 in der Fackenburger Allee 10 begonnen, ab dem 19. November 1915 kochte man selbst. Bereits im Februar 1916 musste deren Leistungsfähigkeit von 250 Litern auf 500 verdoppelt werden. Am 6. April wurde in den unteren Betriebsräumen des Stadttheater-Restaurants eine zweite Küche mit einer Leistungsfähigkeit von 2000 Litern, die im August mit zwei weiteren Kesseln um 500 erweitert wurde, eröffnet. Eine dritte Kriegsküche wurde am 25. Mai 1916 in der Strafanstalt Lauerhof eingerichtet, am 7. Dezember eine weitere mit einer Leistungsfähigkeit von 5700 Litern im Alten Bahnhofsgebäude. Seit Juni 1916 wurde auch Abendkost ausgegeben. Am 12. Februar 1917 wurde die Speisemarke eingeführt. Die Abgabe der Speisen geschah jetzt ohne Ausweis an jeden, aber nur gegen eine Speisemarke. Der Preis pro Liter betrug 30 Pfennige, womit Lübeck eine der billigsten Städte war.
Der in einer einfachen, und deshalb beeindruckenden Stilisierung vom Architekten Friedrich Strobelberger geschaffenen seine Schwarzen Fittiche ausbreitenden Eiserne Doppeladler unter den Arkaden des Rathauses wurde am 1. August 1915, erster Jahrestag der Kriegserklärung, zum Nageln freigegeben. Wie andere vergleichbare deutsche Städte erhielt auch die Hansestadt während des Krieges als Attraktion erbeutete feindliche Geschütze. Nach Berlin, Hamburg, Stuttgart, Dresden und Bremen wurde auch hier ab dem 1. November 1916 die Völkerringen darstellende feindliche Kriegsbeute, um der Masse der Daheimgebliebenen Eindrücke von greifbarer Wirklichkeit zu vermitteln, in der Kriegsausstellung präsentiert.
Der Zusammenbruch des Kaiserreichs führte am 5. November 1918 auch in Lübeck, als nächster Stadt nach Kiel, zu einem Matrosenaufstand. Harry von Wright, stellvertretender Kommandeur der 81. Infanterie-Brigade in Lübeck, trat den Meuterern mit gezogener Pistole entgegen und versuchte erfolglos die militärische Disziplin aufrechtzuerhalten.
In Lübeck kam es jedoch als einzigem Staat des Deutschen Reiches nicht zu revolutionären Verwerfungen durch die Novemberrevolution. Bürgermeister Emil Ferdinand Fehling und alle Senatoren, bis auf die drei, die um ihre Versetzung in den Ruhestand baten, blieben im Amt. Aber auch hier bildete sich ein Soldaten- und ein Arbeiterrat. An der Spitze des Arbeiterrates stand mit Johannes Stelling der Redakteur des Lübecker Volksboten. Alle im Rat gefassten Beschlüsse wurden, worauf andere Zeitungen wie die Lübeckischen Anzeigen ihre Leser hinwiesen, hier abgedruckt. Noch im gleichen Jahr kam es jedoch schon zu einem neuen, zeitgemäßen Wahlrecht des Staates und im Mai 1920 zu einer neuen, ersten demokratischen Verfassung im modernen Sinne. Die Gemeinsamkeit der Hanse endete in diesem Jahr insofern, als die Freien Städte nunmehr keine gemeinsame, sondern fortan jeweils eigenständige Vertretungen beim Reich unterhielten.
Ansonsten wurde Lübeck von den Unruhen der frühen Weimarer Republik kaum betroffen.
Lübeck, das nach dem Ersten Weltkrieg als Militärischer Standort aufgegeben werden musste, wurde im Oktober 1919 durch den Einzug einer Kompanie der Reichswehr wieder zu einer Garnisonstadt.
Wie vielerorts in Deutschland nahmen in den 1920er Jahren auch in Lübeck Kunst und Kultur einen Aufschwung, auch wenn die bemerkenswerte Kunstsammlung des Lübecker Mäzens Max Linde der Inflation zum Opfer fiel. Der Museumsdirektor Carl Georg Heise förderte viele Künstler wie Asmus Jessen, Hans Peters, Leopold Thieme, Karl Gatermann d. Ä. und Erich Dummer. Der Grafiker Alfred Mahlau änderte den Außenauftritt der Stadt prägend und gestaltete Marken wie Niederegger und Schwartauer Werke. 1926 feierte die Stadt mit einem großen Fest und einem großen kostümierten Festumzug die 700-jährige Wiederkehr der Reichsfreiheit. Unter den geladenen Gästen befanden sich mit Thomas Mann aus München, Fritz Behn aus Argentinien und Hermann Abendroth drei einst von der Mäzenin Ida Boy-Ed geförderte Lübecker. Auf dem Höhepunkt des Festes hatte der erstgenannte seinen 51. Geburtstag und die Letztgenannte richtete ihn aus. Hierbei waren alle ehemals von ihr Geförderten in der Stadt Anwesenden als Gäste in ihre Wohnung am Burgtor eingeladen.
Im Juni 1922 fand in Lübeck das Treffen der Mitglieder des Deutschen Zeitungs-Verleger-Vereins statt.
1922 hieß es, dass Lübeck auf Grund der Indexziffer die teuerste Stadt Deutschlands wäre. Das Statistische Landesamt sah sich zur Richtigstellung veranlasst. Es gab bekannt, dass die in der Tagespresse veröffentlichten Zahlen unvollständig, unwahr oder falsch verstanden worden wären. Unter den 42 Großstädten läge die lübeckische Teuerungszahl zwischen dem 10. und 20. Platz. Die verwendete Indexziffer hätte nicht den derzeitigen Stand der Teuerung, sondern nur den Grad der Verteuerung gegenüber der Vorkriegszeit wiedergegeben.
Schon vor der Eröffnung des heute unter Denkmalschutz stehenden Seegrenzschlachthofes galt das Kühlhaus mit seiner direkten Anbindung an den Schlachthof als die einzig derartig vernetzte Anlage und als das größte Unternehmen seiner Art im Deutschen Reich und im gesamten Ostseeraum. Die Einheit von Hafen, Eisenbahn, Schlachthof und Kühlhaus war zu dieser Zeit sowie beide Weltkriege hindurch für die Versorgung Deutschlands, so wurde täglich das Kohlerevier des heutigen Nordrhein-Westfalens beliefert, und auch für die wirtschaftliche Prosperität der Stadt bedeutend.
Im Bereich des Schulwesens gehörte Lübeck unter dem Direktor der Oberschule zum Dom (bis 1948 eigentlich „Oberrealschule“, gemeinhin aber als „OzD“ angesprochen) und späteren Landesschulrat Sebald Schwarz (seit 1925) bis zur Gleichschaltung 1933 zu den fortschrittlichen Ländern im Deutschen Reich.
Nach dem folgenschweren Lübecker Impfunglück 1930 erregte der anschließende Calmette-Prozess international Aufsehen und schrieb im Ergebnis Rechtsgeschichte.
Im März 1933 setzte die NSDAP in Lübeck die Gleichschaltung verbunden mit dem Rücktritt des SPD-Bürgermeisters Paul Löwigt und den weiteren sozialdemokratischen Senatoren durch und die demokratischen Verfassungsprinzipien außer Kraft; Friedrich Hildebrandt, der Reichsstatthalter für Mecklenburg und Lübeck, ernannte zum 30. Mai seinen Stellvertreter, Otto-Heinrich Drechsler, zum Bürgermeister. Die Auseinandersetzung der Nationalsozialisten mit den demokratischen Parteien führte zur Verhaftung von Julius Leber am 1. Februar 1933. Herbert Frahm (Willy Brandt) konnte sich der Verfolgung nur durch seine Flucht nach Skandinavien entziehen.
Wie auch anderswo wurden das Lübecker Schulsystem und der Schulalltag nach den Gesichtspunkten einer Erziehung im Nationalsozialismus grundlegend umgestellt. Maßgeblich trieben Senator Ulrich Burgstaller (1933–1935), Senator Hans Böhmcker (1935–1942) und seit 1933, leitend von 1937 bis 1939, Hans Wolff diesen Umstellungsprozess voran. Von 1939 bis 1934 führte Staatsrat i. R. Friedrich Wilhelm (Fritz) Lange dessen Verwaltungsgeschäfte weiter. Aufgrund der Anwendung des „Gesetzes zur Wiederherstellung des Berufsbeamtentums (vom 7. April 1933)“ wurden etwa 18 Personen aus dem Schuldienst entlassen oder zwangspensioniert. Etwa 29 funktionale Neuberufungen passten das schulische Leitungspersonal an das NS-System an. Dennoch versuchten insbesondere die Oberschulen im Rahmen des Systems ein eigenes Profil zu entwickeln. Zu nennen wären hier das Katharineum zu Lübeck, das Johanneum zu Lübeck und die Oberschule zum Dom (OzD). Die höhere Mädchenbildung lag bei der Ernestinenschule und dem Oberlyzeum am Falkenplatz (heute Thomas-Mann-Schule).
Während die Ernestinenschule bei breitem Leistungsspektrum auch zum vollgültigen Abitur führte, entzog man dem Oberlyzeum 1934 diese Berechtigung. Zuviel höhere Bildung beim weiblichen Nachwuchs widersprach dem NS-Frauenbild. Aufgrund der Kriegsplanung mussten die NS-Machthaber diese Fehlentscheidung 1938 (wirksam zu 1939) korrigieren, benötigte man doch, wie abzusehen war, Ärztinnen, Apothekerinnen, Lehrkräfte mit Studium und andere akademische Berufe, um die absehbaren männlichen Verluste auszugleichen. Dieser Vorgang war wie die Getreideschüttung in der Zentralturnhalle 1938 ein Beleg für die forcierte Kriegsvorbereitung.
Den Fach- und Berufsschulen galt die gleichbleibende Aufmerksamkeit der Verwaltung, waren sie doch teilweise für Belange der Rüstung oder Ernährung notwendig. Zu nennen wären hier die Gewerbeschule, die Handelslehranstalt, die Frauen-Berufs- und Fachschule, die Landwirtschaftliche Berufs- und Fachschule sowie die Höhere Technische Lehranstalt; ferner das Konservatorium, das nur den Status einer „Landesmusikschule“ erhalten konnte. Um die Volkshochschule wurde erbittert gekämpft. Der Funktionär der Deutschen Arbeitsfront Emil Bannemann brachte dabei durch seine Verbissenheit für eine gleichgeschaltete und von der DAF mitregierte „Volksbildungsstätte“ selbst NS-Parteigenossen zur Verzweiflung und Resignation. Die Kommune (die Staatlichkeit) verlor einen Teil ihres Einflusses auf dieses Bildungsinstitut.
Den Fanatismus der Nationalsozialisten belegt auch die Lübecker Bücherverbrennung, die am 26. Mai 1933 auf dem Buniamshof stattfand. Beim künstlerischen Bereich zeigte die ideologische Durchdringung und Überwachung des Lübecker Stadttheaters, dass es für das Regime keine Freiräume gab. Es konnte nur stattfinden und aufgeführt werden, was zuvor die ideologische Begutachtung durchlaufen hatte. Alle Theater-Führungskräfte mit relativer Gestaltungsfreiheit waren Parteigenossen.
Durch das Groß-Hamburg-Gesetz verlor Lübeck 1937 seine 711 Jahre alte territoriale Eigenständigkeit und wurde Teil der preußischen Provinz Schleswig-Holstein. Vorangegangen war ein Tauziehen zwischen dem nationalsozialistischen Gauleiter von Schleswig-Holstein (Hinrich Lohse) und dem von Mecklenburg (Friedrich Hildebrandt), dem Lübeck von 1933 bis 1937 unterstellt war. Die Vaterstädtische Vereinigung Lübeck von 1949 versuchte nach Kriegsende ein Volksbegehren über die Wiederherstellung der Unabhängigkeit Lübecks zu initiieren, welches jedoch vom Bundesinnenminister abgelehnt wurde. In der gegen die Ablehnung erhobenen Beschwerde vor dem Bundesverfassungsgericht unterlag der Verein im Lübeck-Urteil 1956 endgültig.
Im September 1941 wurden 605 Insassen der Heilanstalt Strecknitz auf Veranlassung der Nationalsozialisten abgeholt und ermordet (Aktion T4).
1933 lebten etwa 500 Juden in Lübeck; im Mai 1938 waren es 293 und im Mai 1939 203. 90 von ihnen wurden am 6. Dezember 1941 mit einem Transport von 90 Personen in das Konzentrationslager Jungfernhof bei Riga deportiert; die letzten Transporte gingen 1942/43 in das Ghetto Theresienstadt. Nur drei Personen überlebten Deportation und Lager.
Aus dem Polizei-Ausbildungs-Bataillon „Lübeck“ in Lübeck wurde am 3. Oktober 1940 das Polizei-Bataillon 307 gebildet. Als Teil des Polizei-Regiments Mitte war es in Brest-Litowsk stationiert und am dortigen Massaker am 13. Juli 1941 beteiligt.

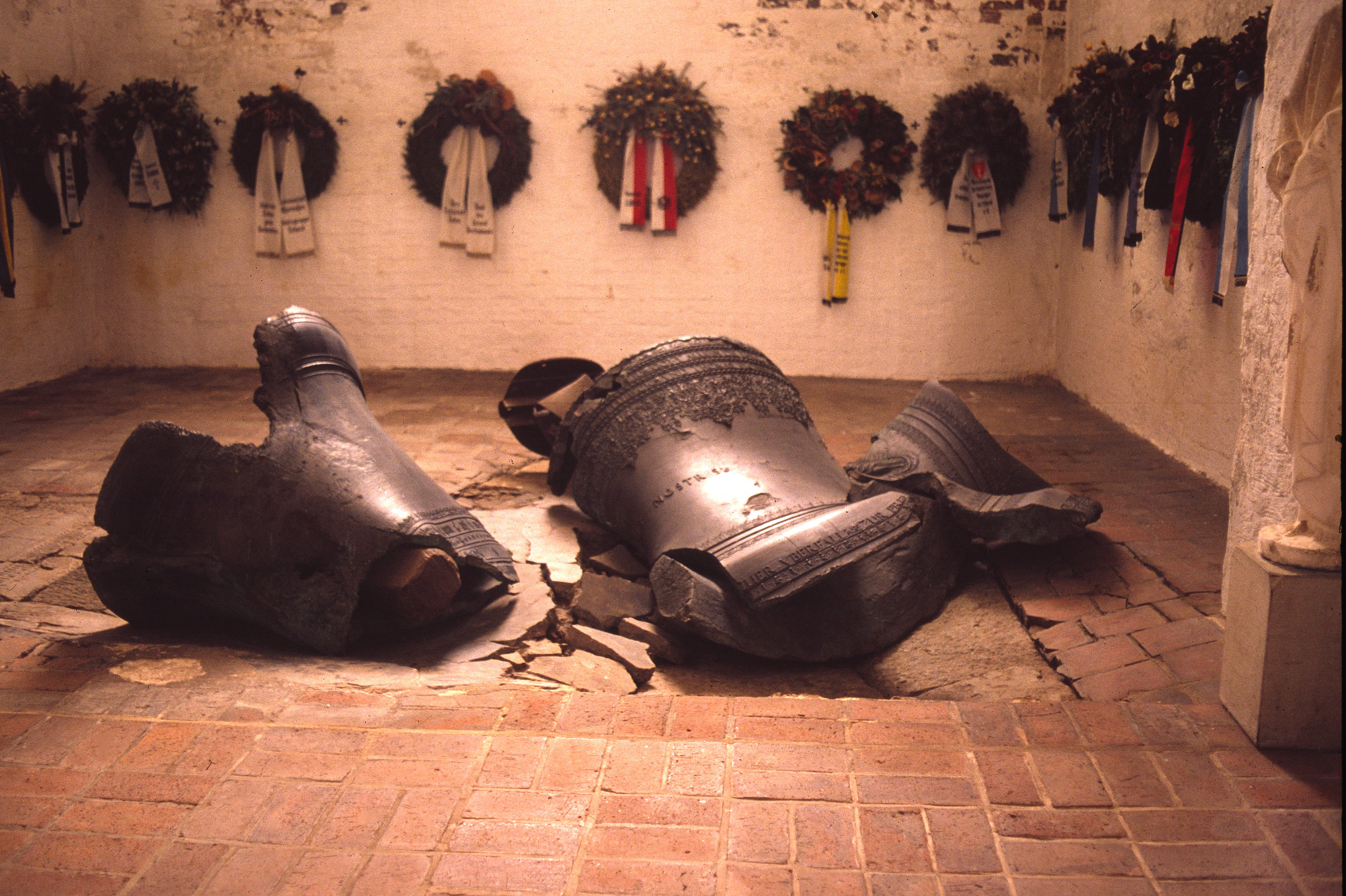
Marienkirche: als Mahnmal erhaltene Bombenschäden

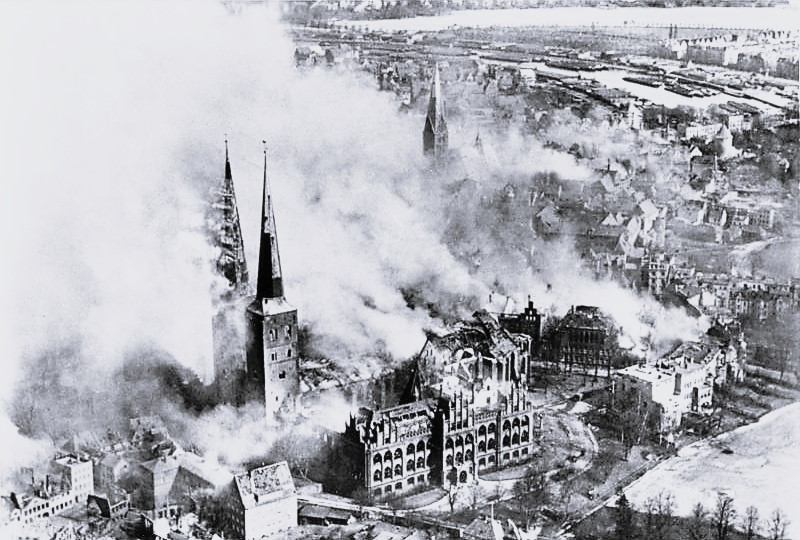
Brennende Domtürme 1942

„In der Nacht zum Palmsonntag“ vom 28. März auf den 29. März 1942 erfolgte der Luftangriff auf Lübeck. Lübeck wurde damit zur ersten deutschen Großstadt, die im Rahmen der kurz zuvor erlassenen britischen Area Bombing Directive angegriffen wurde. Das Zielgebiet bildete die dichtbewohnte mittelalterliche Altstadt. Bei dem Angriff wurden insgesamt 320 Menschen getötet und 1044 Gebäude zerstört oder beschädigt, unter ihnen die Marienkirche, die Petrikirche und der Dom.

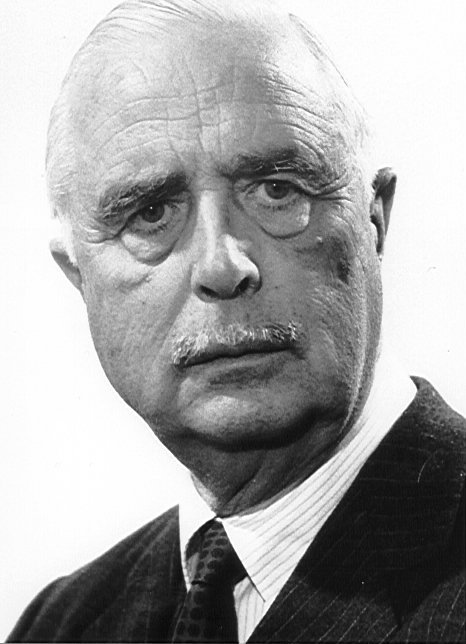
C. J. Burckhardt

Der Schweizer Diplomat und Präsident des Internationalen Komitees vom Roten Kreuz Carl Jacob Burckhardt erreichte 1944, dass der Lübecker Hafen zum Umschlaghafen für Schiffe des Roten Kreuzes wurde und die Stadt somit vor weiteren Bombardierungen geschützt werden konnte. Hierfür wurde ihm die Ehrenbürgerschaft der Stadt zuteil. Außerdem trägt das 1957 neu gegründete naturwissenschaftliche und neusprachliche Carl-Jacob-Burckhardt-Gymnasium in der Ziegelstraße seinen Namen.
Ein Luftangriff auf Industrieanlagen in Lübeck am 25. August 1944 forderte 49 Tote und 88 Verletzte.

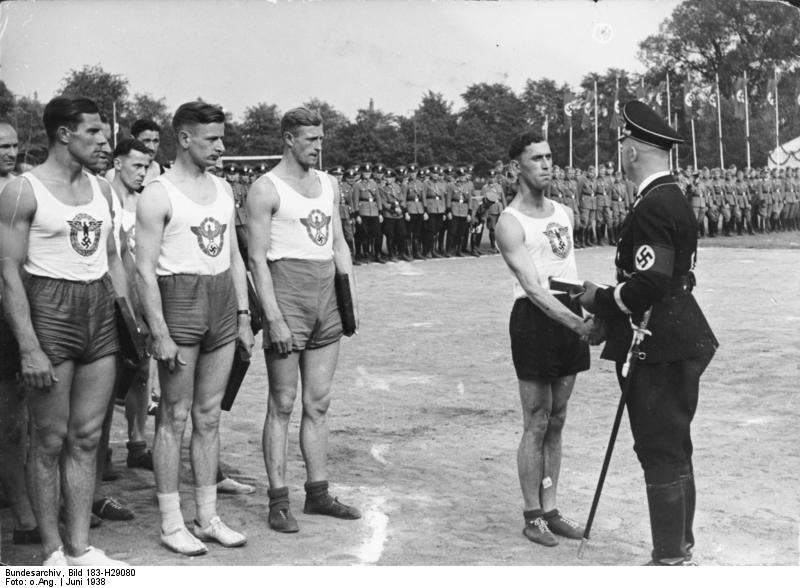
Himmler 1938 in Lübeck bei einem Polizeisportfest

Am 23. April 1945 traf Heinrich Himmler in Lübeck den schwedischen Grafen Folke Bernadotte, dem er ein Waffenstillstandsangebot unterbreitete. Präsident Harry S. Truman lehnte das Angebot ab.
Die British Army besetzte Lübeck am 2. Mai 1945 fast kampflos, 42 Deutsche kamen ums Leben, weil die Briten eine Gegenwehr vermuteten, die nicht gegeben war. Einen Tag später ereignete sich in der Lübecker Bucht ein besonders tragisches Schiffsunglück, als alliierte Flieger drei Schiffe, darunter die Cap Arcona versenkten, auf denen die SS KZ-Häftlinge eingepfercht hatte. Etwa 7.000 bis 8.000 Menschen kamen dabei ums Leben. Am 4. Mai 1945 unterschrieb schließlich Hans-Georg von Friedeburg im Auftrag des letzten Reichspräsidenten Karl Dönitz, der sich nach Flensburg-Mürwik abgesetzt hatte, in Lüneburg die Kapitulation aller deutschen Truppen in Nordwestdeutschland, den Niederlanden und Dänemark. Der Krieg endete letztendlich durch die Bedingungslose Kapitulation am 8. Mai 1945.
Weltweites Aufsehen erregte im September 1947 die Internierung der Emigranten der Exodus durch die Britische Regierung im Rahmen der Operation Oasis im Lager Pöppendorf.
Nach 1945 vergrößerte sich Lübecks Einwohnerzahl durch Zuzug von Flüchtlingen aus den deutschen Ostgebieten erheblich. Es wurde Bestandteil des von den Alliierten gebildeten Bundeslandes Schleswig-Holstein, genoss aber im kulturpolitischen Bereich wie in der Denkmalpflege einen Ausnahmestatus kommunaler Zuständigkeit. Die Eigenstaatlichkeit wurde jedoch 1956 im Lübeck-Urteil verwehrt. Bis 1989 lag Lübeck direkt an der innerdeutschen Grenze mit einer anteiligen Länge von etwa 44 Kilometern. In Schlutup befand sich dabei der nördlichste Übergang. Relikte des Kalten Krieges finden sich als vorbereitete Sperren (hier Stecksperren) bei der Possehlbrücke oder am Burgtorteller. Die deutsche Teilung trennte Lübeck zwar vom mecklenburgischen Teil seines Hinterlandes, verschaffte aber andererseits seinem Fährhafen Travemünde eine bevorzugte Stellung im Fährverkehr zwischen Westeuropa und den Ostseeländern Schweden und Finnland. Seit der deutschen Wiedervereinigung ist Lübeck wieder Oberzentrum auch für das westliche Mecklenburg.
Am 18. Januar 1996 starben bei einem Brandanschlag auf eine Asylbewerberunterkunft in der Hafenstraße zehn Menschen, 30 wurden schwer, 20 leicht verletzt. Die Tat konnte bis heute nicht aufgeklärt werden.

## 21. Jahrhundert

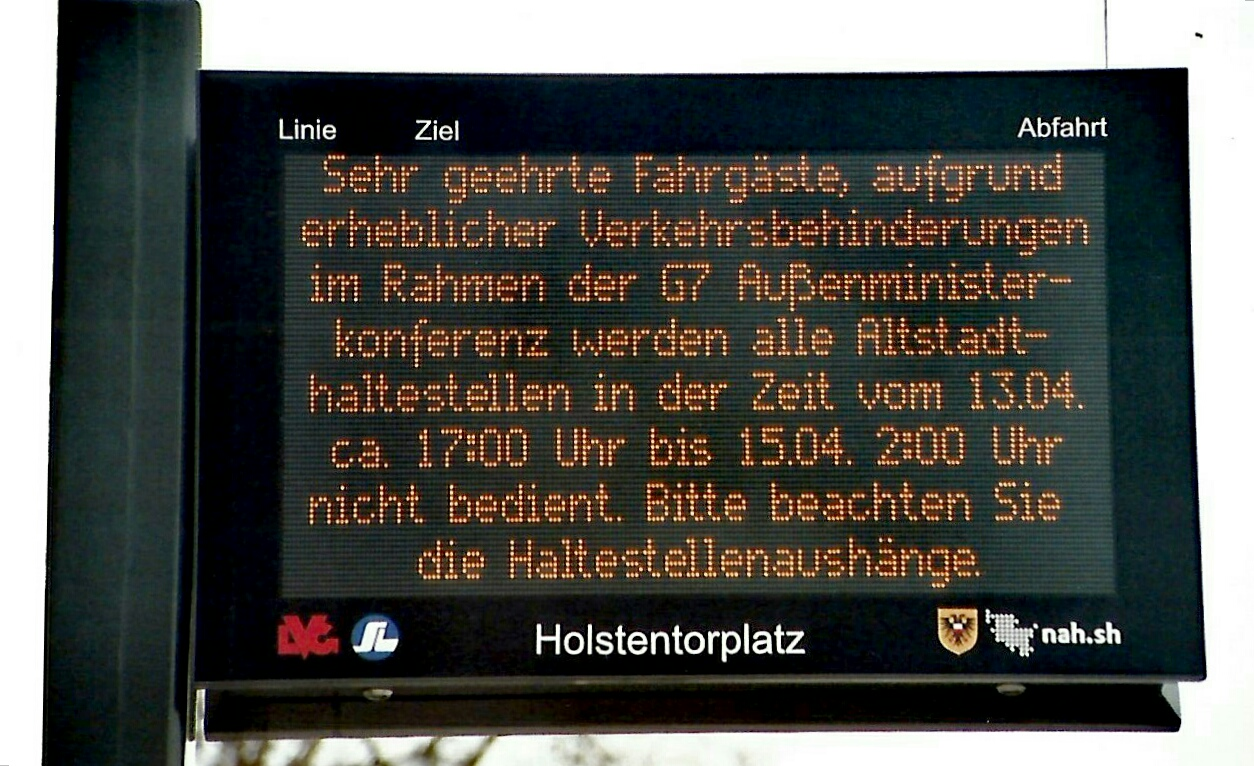
G7-Vorbereitungstreffen in Lübeck

Vom 14. – 15. April 2015 fand das Vorbereitungstreffen von den Außenministern der Mitgliedsstaaten der G7 für den G7-Gipfel im Europäischen Hansemuseum, welches erst am 27. Mai 2015 durch die Bundeskanzlerin eröffnet werden sollte, statt.

## Eingemeindungen und Gebietsänderungen

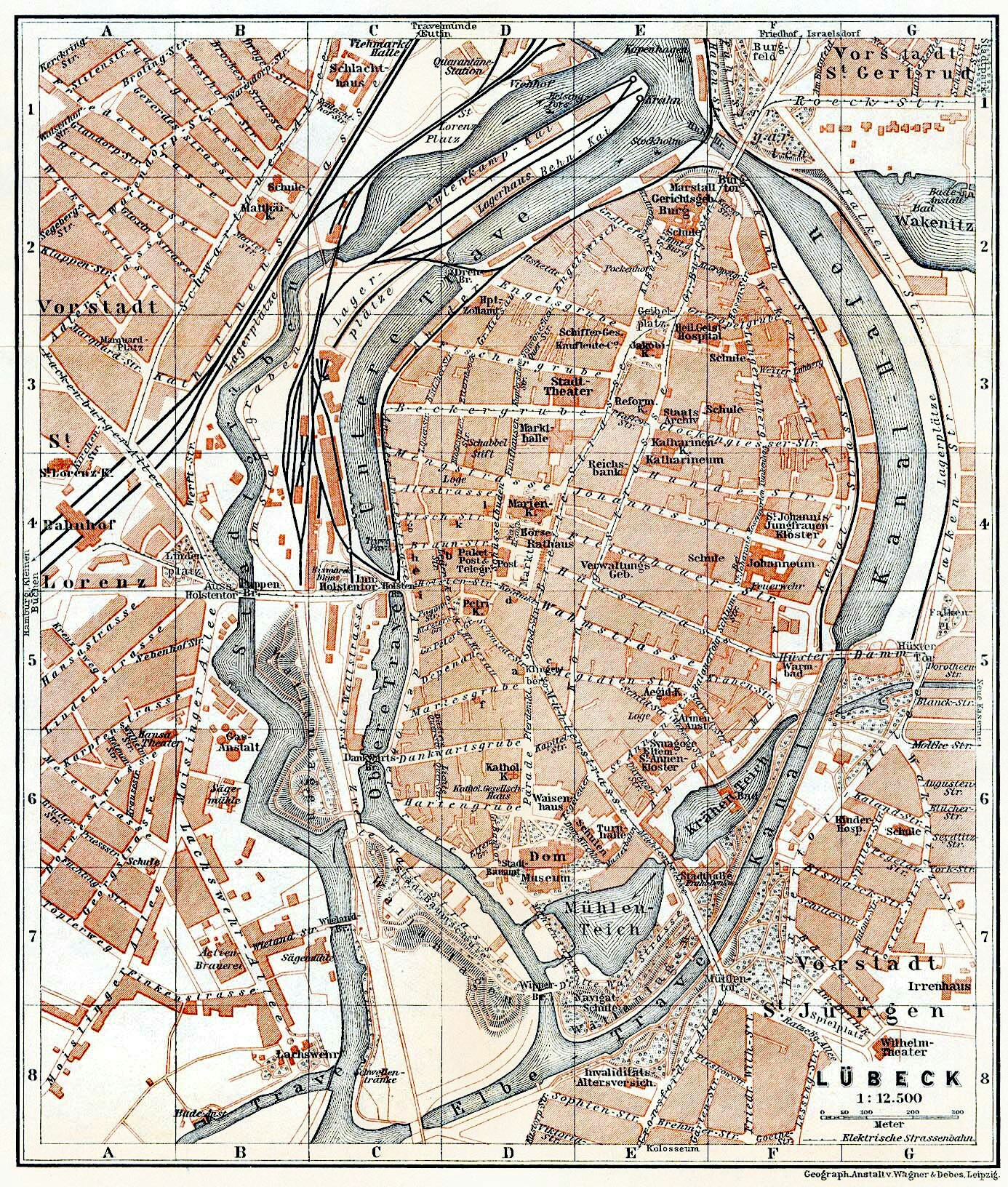
Stadtplan Lübecks um 1910

Wie die meisten ehemaligen Freien Reichsstädte konnte auch Lübeck im Laufe der Geschichte neben dem eigentlichen Stadtgebiet umliegende Dörfer und Städte (etwa Travemünde im Jahre 1329) erwerben. Das Staatsgebiet der Freien Reichsstadt Lübeck bestand daher bis 1937 aus dem eigentlichen Stadtgebiet und dem so genannten Landgebiet, also einer Vielzahl von Landgemeinden, die zum Teil auch als Exklave außerhalb des sonst geschlossenen Gebiets lagen. Die Gemeinden des Landgebiets hatten eine eigene Verwaltung beziehungsweise die Bewohner dieser Orte des Landgebietes des Lübschen Staates (des Niederstadtgebietes unter Verwaltung des Niederstadtprokurators) hatten andere Rechte als die der eigentlichen Stadt. Auch die Gerichtsbarkeit war eine andere, nämlich die des Niedergerichts, das in der Gerichtslaube auf dem Koberg Recht sprach. Das Landgebiet war in folgende Teilgebiete eingeteilt: „Vor dem Burgtor“, „Vor dem Holstentor“, „Vor dem Mühlentor“ und „Gebiet außerhalb der Landwehr (inklusive Exklaven)“. Für das Bewaffnungswesen war das gesamte Staatsgebiet Lübecks in fünf Bezirke eingeteilt: Holstentor-, Mühlentor-, Burgtor-, Ritzerauer und Travemünder Bezirk. 1804 vergrößerte sich das Landgebiet erheblich, als der Senat durch einen Vergleich mit dem Herzog von Oldenburg das durch den Reichsdeputationshauptschluss säkularisierte Stiftsland des Domkapitels und den Landbesitz des St. Johannisklosters aufteilte. In der Mitte des 19. Jahrhunderts setzten sich für die Vorstädte, also die Gebiete vor den Stadttoren, eigene Bezeichnungen durch: St. Jürgen, St. Gertrud, St. Lorenz. 1861 wurden die Grenzen der Vorstädte offiziell festgelegt. Später wurden die Vorstädte um Gebiete der angrenzenden Landgemeinden vergrößert. Die erste größere Eingemeindung wurde 1913 vollzogen, als Travemünde und 11 Landgemeinden mit der Stadt Lübeck vereinigt wurden. Das Stadtgebiet umfasste danach zunächst noch zwei getrennte Teile. Dazwischen lagen mehrere Landgemeinden. 1935 wurden jedoch beide Teile des Stadtgebiets durch die Eingliederung weiterer Landgemeinden geschlossen. Die Landgemeinden außerhalb des geschlossenen Gebiets (Exklaven) blieben zunächst noch bei Lübeck. Sie wurden 1937 mit dem Groß-Hamburg-Gesetz, als die Stadt Teil der Provinz Schleswig-Holstein wurde, vollständig von Lübeck abgetrennt und den benachbarten Landkreisen zugeordnet.
Im Einzelnen wurden die Landgemeinden des Staates Lübeck wie folgt in die Stadt Lübeck eingegliedert:
- 1903: ein Teil der Landgemeinde Vorwerk
- am 1. April 1913: (die eingegliederten Gemeinden waren danach „Vorstädte“)
  - Stadt Travemünde und Landgemeinde Gneversdorf: Sie bildeten fortan den Stadtteil Kurort und Seebad Travemünde
  - Landgemeinde Siems: Sie bildete mit dem Gebiet der Trave von der Mündung der Schwartau abwärts bis zum Durchstich bei der Herrenfähre den Stadtteil Siems-Dänischburg
  - Landgemeinden Kücknitz (zum Teil, der Rest kam zur Landgemeinde Pöppendorf) und Herrenwyk sowie kleinere umliegende Gebiete: Sie bildeten den Stadtteil Kücknitz-Herrenwyk
  - Landgemeinden Krempelsdorf, Vorwerk, Moisling und Genin: Sie wurden jeweils eigenständige Stadtteile
  - Landgemeinde Schlutup: Sie bildete mit umliegenden Gebieten den Stadtteil Schlutup.
  - Landgemeinden Gothmund und Israelsdorf (zum Teil, der Rest kam zur Landgemeinde Wesloe): Sie gehörten fortan zur Vorstadt St. Gertrud
- am 12. September 1921: Landgemeinden Schönböcken und Wesloe
- am 1. April 1927: Landgemeinde Strecknitz (nördlicher Teil)
- am 12. März 1932: Rest der Landgemeinde Strecknitz (sie wurde Teil von St. Jürgen)
- am 1. Mai 1935: die eingegliederten Landgemeinden wurden danach zu äußeren Vorstädten
  - Landgemeinden: Beidendorf, Blankensee, Brodten, Dummersdorf, Ivendorf, Kronsforde, Krummesse, Moorgarten, Niederbüssau, Niendorf, Oberbüssau, Pöppendorf, Reecke, Rönnau, Teutendorf, Vorrade und Wulfsdorf.
- 1970: Groß Steinrade, bisher Teil Stockelsdorfs und damit 1867–1937 oldenburgisch, wird eingemeindet.